# Katholische Aufklärung

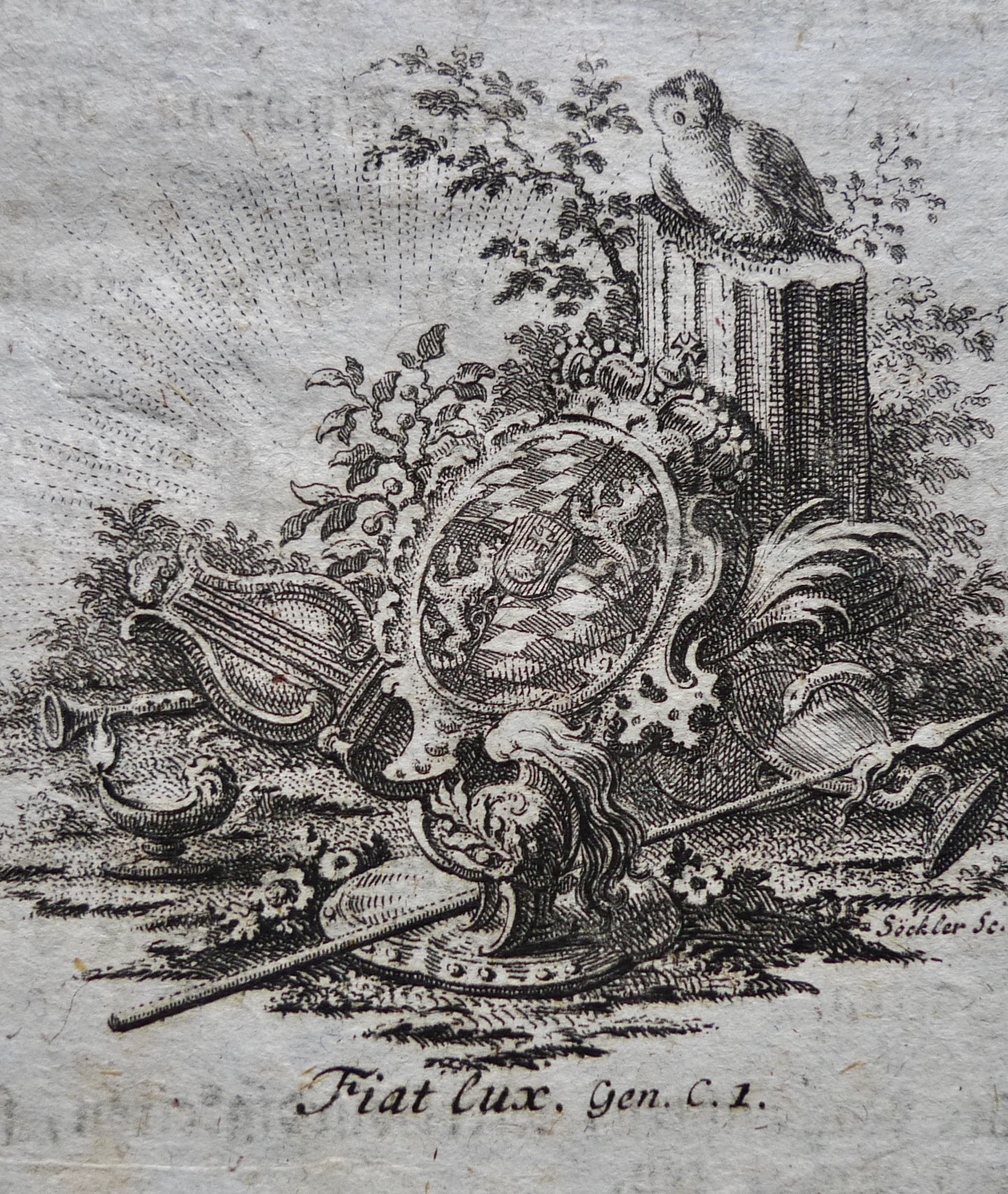
Titelvignette der Churbaierischen Intelligenzblätter von 1776: Die aufgehende Sonne verweist auf den Aufbruch des Aufklärungszeitalters. Der Sinnspruch darunter (Fiat lux: Es werde Licht!) ist dagegen der biblischen Genesis entnommen

Katholische Aufklärung bezeichnet zunächst ganz allgemein die spezifische Ausprägung der Aufklärungsepoche in katholischen Ländern. Im engeren Sinne ist damit aber auch eine von katholischen Autoren, Wissenschaftlern, Klerikern und Fürsten getragene Strömung gemeint, die sich im Sinne der Aufklärung für einen vernunftbestimmten Fortschritt und gegen überkommene Strukturen einsetzte.
Herrscher, die vom aufgeklärten Absolutismus geprägt waren, ordneten in ihren Territorien die klerikalen Machtstrukturen neu und führten in verschiedenen kirchlichen und weltlichen Bereichen Reformen durch. Innerkirchlich wandte man sich gegen die Allmacht des Papstes (Febronianismus), dezimierte und erneuerte katholische Gemeinschaften wie Klöster und Stifte. Kleriker vermittelten ein Religionsverständnis, das jenseits des Volksglaubens eine individuelle Religiosität unter dem Einfluss des Jansenismus und der protestantischen Aufklärungstheologie hervorbrachte. Das staatliche elementare und höhere Bildungswesen wurde neu geordnet. In der Jurisprudenz wurden Versuche unternommen, Folter und Hexenprozesse abzuschaffen. In der staatlichen Administration bediente man sich der Kameralistik. Einige katholische Theologen, Lehrende und Fürsten bezogen sich auf Toleranz gegenüber der Zensur absolutistischer und klerikaler Machtzentren. Literatur und Publizistik entwickelten sich im Geist einer gemäßigten Aufklärung. Leitidee war insbesondere der auf Kaiser Joseph II. zurückgehende Josephinismus. Erste Ansätze der katholischen Aufklärung gehen auf die Mitte des 18. Jahrhunderts zurück. Ihr Ende ist schwer zu datieren, liegt aber Anfang des 19. Jahrhunderts, als zunächst 1803 die Säkularisation der geistlichen Fürstentümer zur Einführung weiterer Aufklärungsprojekte beitrug. Wendepunkte waren das Aufkommen der katholischen Romantik und die Wiederzulassung des Jesuitenordens 1814.

## Historischer Hintergrund
In der zweiten Hälfte des 18. Jahrhunderts trat ein Wandel in allen Bereichen des gesellschaftlichen Lebens ein. Die Entstehung des bürgerlichen Selbstbewusstseins, die Neugestaltung der sozialen Ordnung und die Entwicklung der bürgerlichen Öffentlichkeit, wie wir sie heute kennen, gehörten zu diesem Umbruch. Während bisher Tradition, Sitte und Religion im Mittelpunkt des Lebens standen, wurde nun durch den Zeitgeist der Aufklärung die Forderung nach Vernunft, Kritik und Zweckmäßigkeit laut.

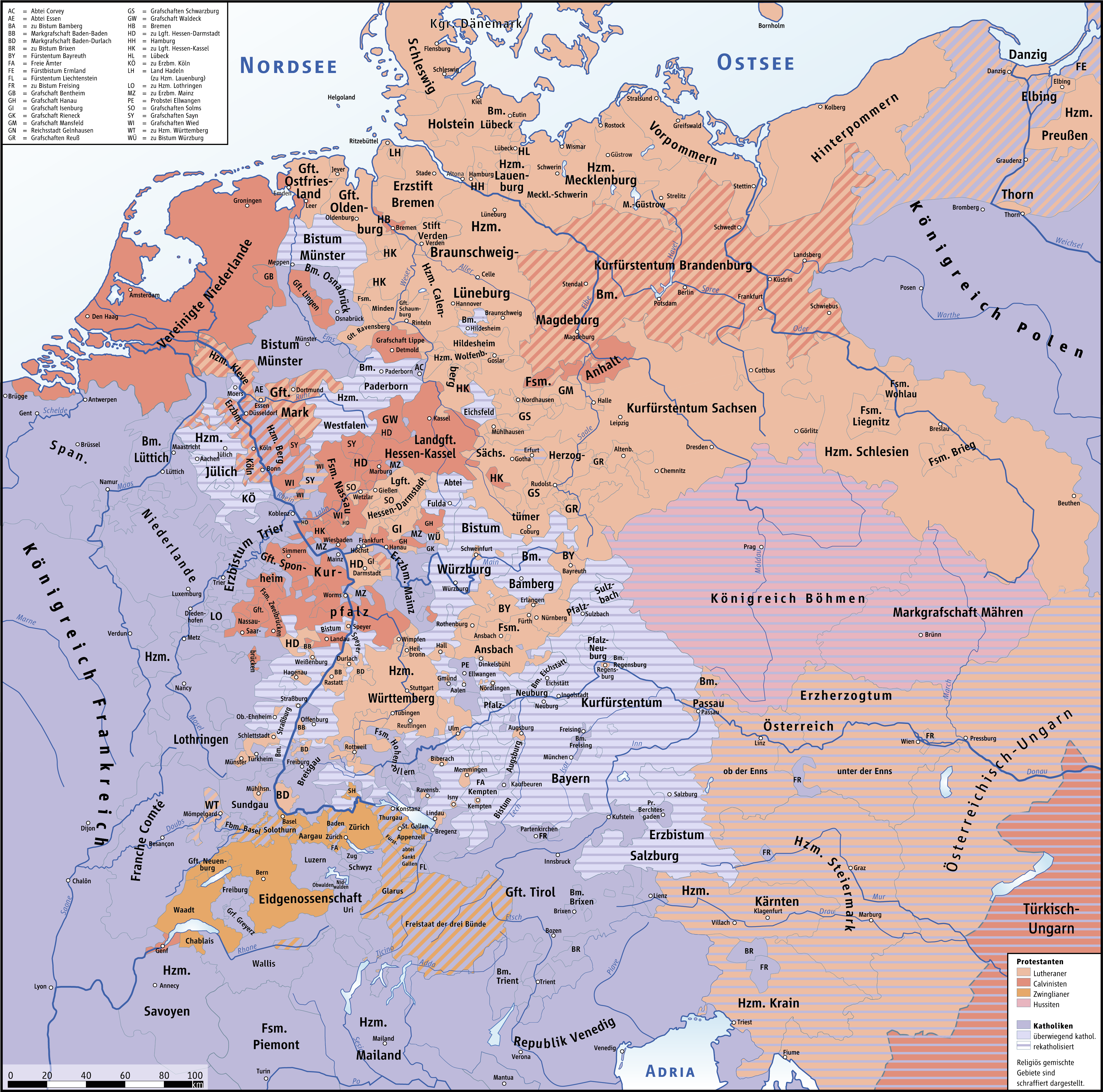
Die Konfessionen in Zentraleuropa um 1618

Im Heiligen Römischen Reich Deutscher Nation kamen im Vergleich zum restlichen Europa mehrere Faktoren zusammen, die die Aufklärung besonders prägten. Das Reich war konfessionell gespalten, in das katholische und das protestantische Lager. Außerdem handelte es sich um keinen Nationalstaat, vielmehr war es regional sehr unterschiedlich gestaltet ohne viele gemeinsame Reichsinstitutionen. Hinzu kam, dass die Gelehrten und Fürsten noch Ende des 17. Jahrhunderts ihre Geschäfte und Anliegen nicht in Deutsch, sondern in Lateinisch und Französisch abwickelten.
Der Prozess der Aufklärung wirkte sich auch auf Fragen des Glaubens aus. Die Ideen der Aufklärer trafen auf ein Weltbild, das sich bisher über Gott definierte. Das Verhältnis von Kirche und Staat wurde in den katholischen Ländern im Reich lange von Rom und den Jesuiten bestimmt. Durch die Alphabetisierung, die sich seit der Mitte des 18. Jahrhunderts vor allem in den Städten verbreitete, sahen sich die katholischen Seelsorger mit Gläubigen konfrontiert, deren neu erworbenes Wissen sich nicht mehr mit den bisher gegebenen Umständen vereinbaren ließ. Sie begannen, an den gegebenen Umständen zu zweifeln, die Dinge zu hinterfragen und ihre Rechte und Pflichten nicht mehr als selbstverständlich hinzunehmen, sondern sie auf ihre Notwendigkeit zu prüfen. Viele Aufklärer waren nicht unreligiös, sie wendeten sich aber gegen die von Rom praktizierte, mit prunkvollen und abergläubischen Darstellungsformen verbundene Barockisierung des Katholizismus. Die Entwicklung war begleitet von der tief greifenden Umgestaltung der europäischen Gesellschaftsordnung. In den katholischen Bereichen des Heiligen Römischen Reiches Deutscher Nation herrschte in dieser Zeit der Reichsadel. Seit Mitte des 18. Jahrhunderts entstanden jedoch neue Gesellschaftsschichten, die in dem absolutistischen ständischen Gesellschaftssystem keinen Platz fanden und das System überforderten.
Die katholische Kirche besaß im Reich eine besondere Stellung, da sie seit dem Westfälischen Frieden von 1648 ein Teil der Reichsverfassung war. Sie stand gleichberechtigt an der Seite des Staates. In den Aufgabenbereich der deutschen Bischöfe fielen nicht nur geistliche, sondern auch weltliche Verpflichtungen. Da sie gleichberechtigte weltliche Fürsten waren, besaßen sie neben ihren Diözesen zusätzlich weltliche Territorien, vergleichbar mit dem Kirchenstaat des Papstes. Die geistlichen Kurfürsten von Kurmainz, Kurköln und Kurtrier wählten gemeinsam mit fünf weltlichen Fürsten den Kaiser. Ihnen kam also ein bedeutender Machtanteil zu. Darum spricht man auch von einem „Sonderweg“ der katholischen Aufklärung im Deutschen Reich beispielsweise gegenüber Frankreich. Denn im Reich fand die Katholische Aufklärung nicht gegen Theologie und Kirche, sondern mit ihr und durch sie statt.
Der Ursprung der Katholischen Aufklärung liegt einerseits im Jansenismus, andererseits in der protestantischen Aufklärung. Der Jansenismus bestärkte die Entwicklung einer religiösen Individualität. Er richtete sich vor allem gegen den vom Papst publizierten Barockkatholizismus. In erster Linie setzte er sich in Österreich zu einer Reformbewegung durch. Für das Reich und die Katholische Aufklärung schuf der Jansenismus die Grundlage für die staatskirchlichen Reformen. Der zweite Ursprung der katholischen Aufklärung lag in der norddeutschen protestantischen Aufklärung, die auf verschiedene Art und Weise aus Norddeutschland in die katholischen Länder verbreitet wurde. Zum einen durch in Norddeutschland studierende süddeutsche und österreichische Katholiken, beispielsweise an der Universität Göttingen, die als Zentrum der protestantischen Aufklärung galt. Zum anderen übernahmen die katholischen Bildungseinrichtungen seit Mitte des 18. Jahrhunderts die philosophischen Lehren der norddeutschen Aufklärer.
Ziele der katholischen Aufklärer und Strömungen wie Jansenismus, Episkopalismus, Febronianismus und Josephinismus waren die Verbesserung der Seelsorge, Umgestaltung der Gottesdienste, Verminderung der Prozessionen und Wallfahrten, Beseitigung der traditionellen Volksfrömmigkeit, Klosterreformen, Reformen des Rechtsverständnisses, die Neugestaltung des weiblichen Ordenswesens und praktische Reformen. Grundsätzlich zielten die Aufklärer auf eine Loslösung der Bischöfe vom Papst, die Beseitigung der Adelsprivilegien innerhalb der Reichskirchen und die Errichtung von Landeskirchen.

## Periodisierung
Die Katholische Aufklärung lässt sich nach Harm Klueting in drei Phasen gliedern. Ihre erste Phase dauerte etwa von 1740 bis 1770. Sie glich einer Vorbereitungszeit, während der Katholiken die bis dahin praktizierte theologische Lehre zu kritisieren begannen. Die Kritik richtete sich in erster Linie gegen die Jesuiten, denen die Leitung vieler Lehrstühle an den Universitäten oblag. Es wurde gefordert, die moderne Philosophie Christian Wolffs bei der kirchlichen Lehre zu berücksichtigen, um die katholische Lehre zu erneuern und dem modernen Zeitgeist entgegenzukommen. Betroffen waren davon vor allem die Universitäten in Würzburg, Salzburg und Trier.

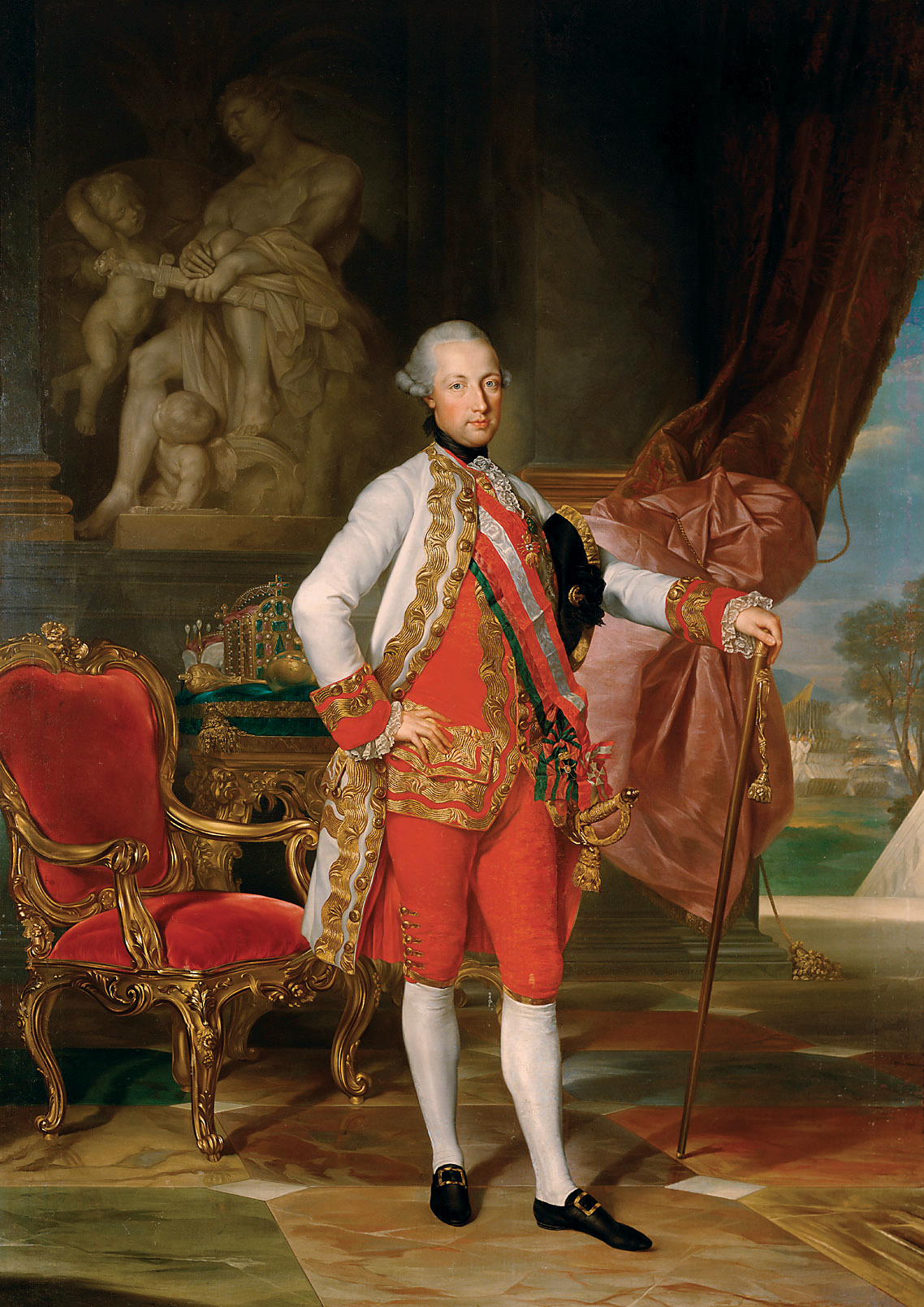
Anton von Maron: Porträt Kaiser Joseph II. (1775)

Die zweite Phase begann mit der Aufhebung des Jesuitenordens 1773 durch Papst Clemens XIV. und dauerte bis ca. 1780. Die Aufhebung war vor allem im höheren katholischen Bildungswesen zu spüren, da jetzt weltliche Gelehrte die Lehrstühle der Universitäten übernahmen. Im Zuge der Auflösung des Jesuitenordens wurden die Universitäten Münster 1780 und Bonn 1786 gegründet.
1780 markierte den Beginn der dritten Phase. Sie war charakterisiert durch den Josephinismus, der durch Kaiser Joseph II. in Österreich und den habsburgischen Territorien eingeführt wurde. Damals wurden in Österreich Landeskirchen gegründet, die es in den protestantischen Ländern schon seit der Reformation gab. Der Josephinismus zielte auf die Unabhängigkeit vom Papst in Bereichen wie Bildung, Soziales und Finanzen. Im Geiste des aufgeklärten Absolutismus betrieb Joseph II. verstärkte Staatskirchenpolitik und förderte die staatskirchlichen Reformen, die auch das katholische Reich beeinflussten.
Das Ende der Katholischen Aufklärung ist zeitlich schwer festzulegen. Die Säkularisation von 1803 stellte eine Zäsur dar. Die Reformbewegungen wurden erst nach diesem Einschnitt von der katholischen Bevölkerung akzeptiert und konnten sich durchsetzen. Allerdings setzten schon zeitgleich Gegenbewegungen ein, wie zum Beispiel die katholische Romantik. 1814 wurde der Jesuitenorden wieder zugelassen und kehrte in der Folge nach Deutschland zurück. Am Ende des 19. Jahrhunderts führte Papst Pius IX. auf dem ersten Vatikanischen Konzil neben der Abschaffung der Meinungs-, Religions- und Wissenschaftsfreiheit die Unfehlbarkeit des Papstes ein. 1910 etablierte Papst Pius X. schließlich den sogenannten Antimodernisteneid, der von allen Klerikern der katholischen Kirche abgelegt werden musste und sich gegen die Lehren des (theologischen) Modernismus richtete. Erst das zweite Vatikanische Konzil brachte wieder gegenläufige Entwicklungen. Es wurde eine Erneuerung des katholischen Gottesdienstes beschlossen, der eine aktivere Beteiligung der Gläubigen fördern sollte. Außerdem wurde die Mitarbeit an der ökumenischen Bewegung beschlossen, zur Zusammenarbeit mit anderen Religionen aufgerufen und die Religionsfreiheit wieder anerkannt.

## Gemischt-konfessionelle Aufklärung in Deutschland
Aufklärung in Deutschland war entscheidend von der konfessionellen Spaltung der Bevölkerung bestimmt. Diese spezielle Konstellation war – abgesehen von der Schweiz – in Europa einmalig. Die Wechselwirkungen und Verbindungen mit der protestantischen Aufklärung innerhalb der deutschen Territorien verliehen dem Aufklärungsprozess eine besondere Prägung. Die Existenz zweier konfessionell unterschiedlich gefärbter Kulturen, der intellektuelle Austausch zwischen ihnen, charakterisierte den Prozess der katholischen Aufklärung maßgeblich. Zugleich war die katholische Aufklärung nicht nur durch die aufklärerischen Impulse und Entwicklungen der protestantischen Kultur geprägt, sondern auch durch Vorläufer in anderen romanisch-katholischen Staaten Europas.
Umstritten ist vor allem, inwieweit es sich bei der katholischen Aufklärung um eine Übertragung von Prinzipien der protestantischen Aufklärung auf katholische Territorien, um einen nachgeholten intellektuellen Modernisierungsprozess oder um ein Phänomen handelt, das auf eigenen geistigen Traditionen beruht.
Neben den unbestreitbar prägenden Einflüssen und Impulsen aus der zeitlich vorausgehenden protestantischen Aufklärung und deren geistigen Zentren besaß die katholische Aufklärung eigenständige Wurzeln und Charakteristika. Die Territorien, in denen geistliche wie weltliche Macht zusammenfiel, waren ausschließlich katholisch. In den protestantischen Staaten hatten die Herrscher zuvor bereits Landeskirchen eingerichtet, die der weltlichen Gewalt unterstanden. Insofern lagen der katholischen Aufklärung völlig andere Voraussetzungen und Bedingungen zugrunde. Katholische Aufklärung ist in Deutschland maßgeblich von der Kirche und ihren Würdenträgern gestaltet und geprägt worden, was ihr einen verhältnismäßig moderaten und systemstabilisierenden Charakter verlieh.

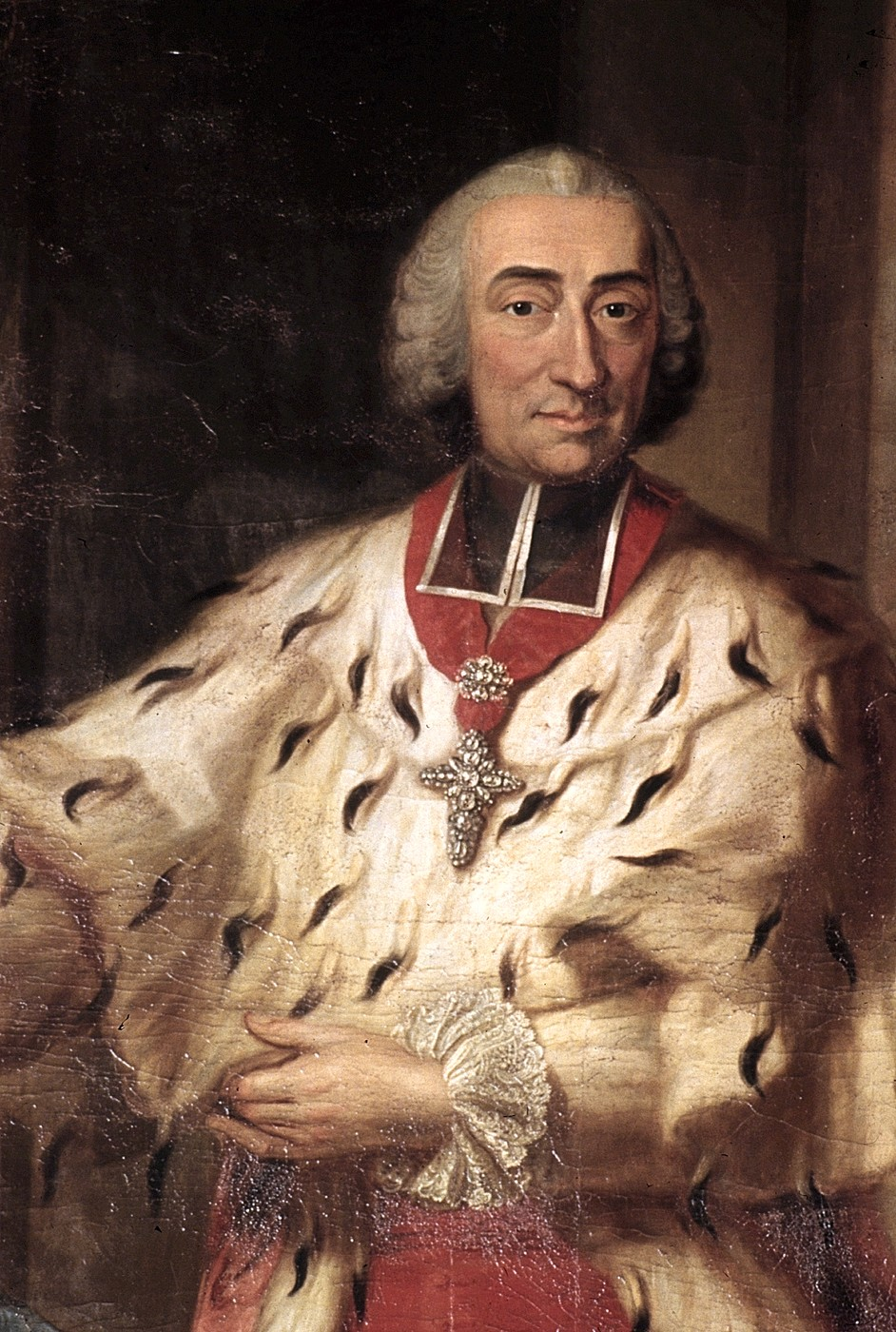
Fürstbischöfe wie Maximilian Friedrich von Königsegg-Rothenfels wurden in den geistlichen Staaten zu Protagonisten der Aufklärung, Gemälde von Johann Heinrich Fischer, um 1768

Die Repräsentanten und Würdenträger der katholischen Kirche passten ihre Territorien den Erfordernissen der Zeit an, konnten an fundamentalen Veränderungen jedoch kein Interesse haben. Anders hingegen in Frankreich, wo die Aufklärung neben ihrer deutlich kirchen- und religionskritischeren Erscheinung auch durch einen starken politisch-sozialen Impetus bestimmt war, der schließlich in der Französischen Revolution mündete. An den Grundfesten des geistigen wie weltlichen Herrschaftssystems wurde im katholischen Deutschland nie gerüttelt. Die Tatsache, dass die Aufklärung im katholischen Deutschland gegenüber anderen europäischen Staaten und auch gegenüber protestantischen Aufklärungsbewegungen zeitlich verzögert erfolgte, mag ihren moderaten Charakter zudem erklären.
Protestantische Aufklärung gab es primär an den Universitäten und geistigen Zentren in den protestantischen Teilen Deutschlands wie den Universitäten von Halle, Göttingen, Königsberg, sowie den Großstädten Berlin und Hamburg. Die Protagonisten katholischer Aufklärung waren hingegen größtenteils Fürstbischöfe oder exponierte weltliche Herrscher wie Joseph II. Anders als der protestantische Vorläufer besaß die katholische Aufklärung nicht deren öffentlichkeitswirksame Verbreitung und Repräsentation in Publizistik und Literatur.
Spezifisch deutsch an der katholischen Aufklärung ist vielleicht die Vielzahl an Reformfeldern und auswärtigen Einflüssen, die ihr eine gewisse Singularität zuweisen. Zu den Phänomenen katholischer Aufklärung gehörten die Auseinandersetzung mit dem Papst und dessen Barockfrömmigkeit sowie die daraus resultierende Abwendung von der strengen Dogmatik und der Volksfrömmigkeit. Innerkirchliche Reformen, die den katholischen Glauben und dessen Praxis tangierten, betrafen beispielsweise die Einschränkung von Wallfahrten. Die veränderte theologische Auslegung des katholischen Glaubens an den Universitäten, bisher überwiegend in der Hand romtreuer Jesuiten, war ebenso ein Merkmal wie die Stärkung der lokalen Ortspfarreien und Aufwertung der praktischen Seelsorge gegenüber einer dogmatischen Glaubensauslegung. Die Konfrontation mit den einflussreichen und mächtigen Orden und ihre Entmachtung nahmen in der katholischen Aufklärung einen zentralen Stellenwert ein.
Die katholische Aufklärung war in Deutschland immer auch gekennzeichnet von der Konfrontation mit Aufklärungsprozessen in protestantischen Landesteilen. Als deutsches Spezifikum spielte sie sich hier vor dem Hintergrund der Folie einer protestantischen Variante ab. Seit der Reformation rissen die Versuche nicht ab, die Konfessionsgrenzen zu überwinden. Die in der Zeit der Aufklärung, vor allem von katholischer Seite, vorgetragenen Pläne zur Errichtung einer vereinigten deutschen Nationalkirche, bildeten eine weitere deutsche Besonderheit.
Insgesamt gibt es jedoch mehr Gemeinsamkeiten als Unterschiede mit Aufklärungsprozessen in anderen katholischen Staaten Europas, wie beispielsweise im pragmatischen Italien, wo die Entwicklung ähnlich moderat verlief.

## Theologie

### Ausgangslage und Hinführung

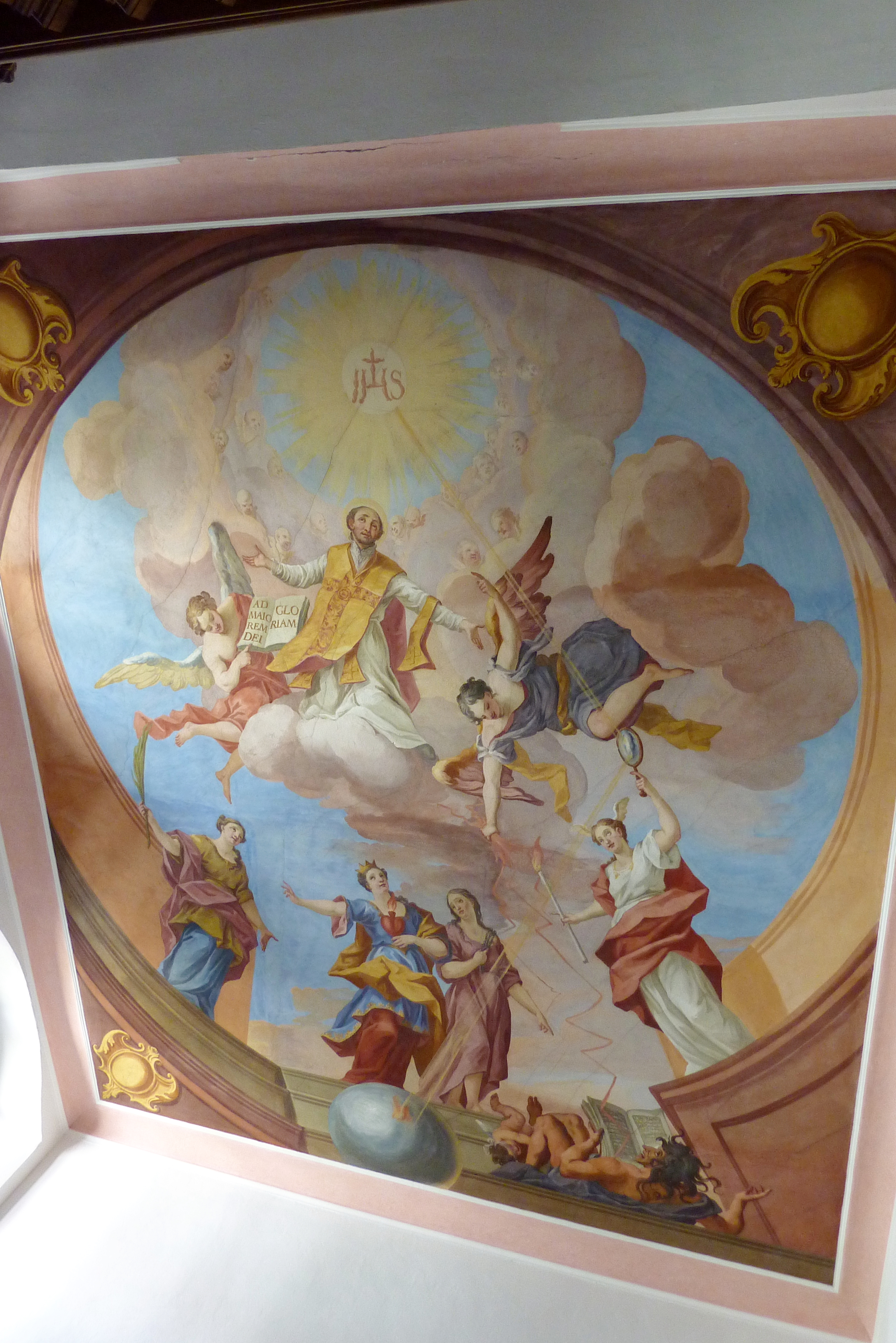
Lichtmetaphorik in einem Deckenfresko des Dillinger Jesuitenkollegs: Nicht das Licht der Aufklärung erhellt und entzündet die Welt, sondern der Lichtkranz des Christusmonogramms IHS

„Es heißt wegräumen die mancherlei Hüllen und Decken vor den Augen, Platz machen dem Licht in Verstand und Herz, dass es jenen erleuchte, dieser erwärme, und eintreten in die Gebiete der Wahrheit und der Ordnung, wo die Bestimmung des Menschen, die wahre Glückseligkeit thront.“ So definierte der Münchner Geistliche, Publizist und Historiker Lorenz von Westenrieder im Jahr 1780 seine Auffassung der Aufklärung. Drei Jahre nach ihm legte Immanuel Kant seine bis heute viel zitierte Beantwortung der Frage: Was ist Aufklärung? vor.
Doch im katholischen Deutschland war von Westenrieder zu dieser Zeit eher eine Ausnahme und Wegbereiter. Die Aufklärung konnte in der katholischen Theologie der zweiten Hälfte des 18. Jahrhunderts nur schwer, eingeschränkt und relativ kurz (ca. 1770–1815) Fuß fassen.
Zu sehr schienen sich (katholische) Theologie und Aufklärung zu widersprechen: Während die Aufklärung die Wahrheit im Licht der Vernunft suchte, ergründete die Theologie die Wahrheit in einer göttlichen Offenbarung, im Glauben. Zusätzlich wurden Kirche und Theologie durch die antiklerikalen Züge der französischen und englischen Aufklärungsphilosophie (vgl. Deismus und Atheismus) verunsichert. Im damaligen kirchlichen Sprachgebrauch stand „Philosophie“ gar für Kirchenzerstörung und Gottlosigkeit.
Zu all diesen Momenten, die die Auseinandersetzung mit Ideen der Aufklärungsphilosophen in der Theologie verhinderten, verzögerten und begrenzten, trat der schlechte Zustand des katholischen Theologiestudiums hinzu. Erst nach der Aufhebung des Jesuitenordens 1773 konnte das Theologiestudium reformiert werden – so an der Universität Dillingen, in Würzburg und Bonn. Denn die Jesuiten bildeten bis zu diesem Zeitpunkt die bestimmende Größe an den theologischen Fakultäten, in ihrer Verbundenheit mit der mittelalterlichen Scholastik und ihrer Ablehnung des freien Denkens.
Vorbereitend für die Theologie der katholischen Aufklärung wirkten vor allem die Anthropozentrik der Barocktheologie, die ein besonderes Augenmerk auf den „natürlichen Menschen“ und die Leistungsfähigkeit legte, und der Jansenismus mit seiner antimystischen und intellektuell bestimmten Spiritualität.

### Theologen der katholischen Aufklärung
Für die Theologie der katholischen Aufklärung stand das Verhältnis von Vernunft und Offenbarung im Vordergrund. Außer sehr wenigen radikalen, bibelkritischen und eine Vernunftreligion propagierenden Theologen, sah man keinen Widerspruch zwischen Vernunft und Offenbarung, sondern war um eine Harmonisierung beider bemüht. Die Ratio sollte als ein „Geschenk Gottes“ aufgefasst werden. Man war geradezu verpflichtet, die Fähigkeit zu immer größerer Erkenntnis und Vollkommenheit zu nutzen. Von einigen Theologen wurde die Kirche als „göttliche Erziehungsanstalt“ in die aufgeklärte Theologie eingebunden, andere bestritten eher den kirchlichen Machtanspruch und setzten ihr Vertrauen in die eigenständige Erkenntnis der christlichen Wahrheiten durch das Individuum – all diesen Theologen war gemeinsam, dass sie ihre Religionsauslegung nicht allein auf die Vernunft bezogen. Außerhalb der katholischen Aufklärung stand der frühe Radikalaufklärer Abbé Jean Meslier (1664–1729), der klandestin einen aufgeklärten Atheismus propagierte, weiterhin aber in der Kirche tätig war.

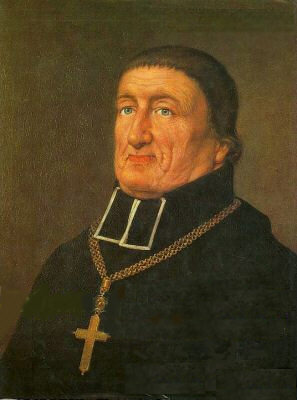
Professor, Bischof und gemäßigter Aufklärer: Johann Michael Sailer

Einer der ersten katholischen Theologen, der nach der Aufhebung der Gesellschaft Jesu 1773 auf die Ideen der Aufklärung reagierte, war der Dogmatiker Benedikt Stattler (1728–1797). Er setzte sich in Ingolstadt mit der zeitgenössischen Philosophie auseinander, rechnete mit der Scholastik ab, die er als „morsch und veraltet“ zurückwies, und vertrat eine irenische Haltung gegenüber der protestantischen Theologie. Auf seinen reformerischen Eifer antwortete die Kirche mit dem Entzug seiner Professur (1782) und der Indizierung seiner Hauptwerke (1796). Stattlers Schüler, der spätere Bischof von Regensburg, Johann Michael Sailer (1751–1832), setzte die Auseinandersetzung mit dem Denken Kants fort. Wie Lorenz von Westenrieder ist Sailer als ein eher gemäßigter Aufklärer zu charakterisieren. Weder reduzierte er die gläubige Existenz auf Ethik und Volkserziehung noch setzte er die Vernunft absolut. Er knüpfte vielmehr an eine spätmittelalterliche Reformbewegung an, die „Devotio moderna“, verankerte die Ratio in der Theologie und fundierte sie gleichzeitig „in der Frömmigkeit des Herzens und im gläubigen Fühlen“. Durch die Vernunft sei der Mensch Ebenbild Gottes. Auch Jesus Christus habe „Licht“ in die Welt gebracht und war somit Aufklärer. Sailer und seine zahlreichen Schüler wirkten weit über den bayrischen Raum hinaus. Einer dieser Schüler, der Luzerner Professor Alois Gügler (1782–1827), fasste das Verstehen des Glaubens als ein hermeneutisches Problem auf, führte die Ideen der Aufklärung weiter und ebnete so den Weg für die Theologie der Romantik.

### Ende der Aufklärungstheologie und Auswirkung auf den Katholizismus
Mit der Wiederzulassung der Jesuiten 1814 und der politischen Restauration ab 1815 kam es zu einer reaktionären Bewegung in der katholischen Kirche mit großen Auswirkungen auf die Theologie. Es bildete sich eine Schulrichtung der „Neuscholastiker“, die die Aufklärungstheologie als Niedergang und Verflachung betrachtete und auf die Zeit vor der Aufklärung zurückgriff. Vor allem Papst Pius IX. bezog Stellung gegen die gesellschaftlichen Neuerungen, den eigenständigen Gebrauch der Vernunft und gegen den für ihn und viele andere Zeitgenossen zu weit getriebenen Rationalismus. Die Autorität in Lehre und Leitung der Gläubigen, und besonders die des Papstes, sollte wieder absolut und unveränderlich gelten. Diese Haltung war prägend für das gesamte 19. Jahrhundert. Erst das Zweite Vatikanische Konzil (1962–1965) erkannte zentrale Ideen und Ansätze der Aufklärungstheologie an und setzte sie in Reformen um. Zwar beschäftigte sich die katholische Theologie erst zwanzig Jahre später als die protestantische mit der Aufklärung und verlor – nachdem sie sich gegen viele Widerstände einigermaßen etablieren konnte – jeden Einfluss, jedoch hatte sie eine große Wirkung auf die Theologie des 20. Jahrhunderts.

## Episkopalismus und Febronianismus
Der reichskirchliche Episkopalismus war eine Bewegung zur Zeit der Aufklärung. Sie stand dem Papalismus bzw. dem Kurialismus diametral entgegen. Ziel war eine Beschränkung der päpstlichen Rechte und eine Stärkung der Bischöfe bzw. des bischöflichen Konzils. Begründet wurde dies dadurch, dass die bischöfliche Jurisdiktion direkt von Gott gegeben und nicht durch den Papst verliehen worden sei. Somit stünde das bischöfliche Konzil hierarchisch über dem Papst und bildete die letzte Entscheidungsinstanz. Dessen Zustimmung wäre für die Rechtsgültigkeit einer päpstlichen Entscheidung unumgänglich. Entgegen dem Staatskirchentum oder dem Josephinismus ging es im Episkopalismus nicht um die Ansprüche der weltlichen, sondern die der geistlichen katholischen Fürsten im 18. Jahrhundert.
Die Wurzeln des reichskirchlichen Episkopalismus gehen zurück auf das Spätmittelalter (14./15. Jahrhundert). Hier gab es bereits eine kirchliche Reformbewegung, die als praktischer Episkopalismus bezeichnet wird, ebenfalls gerichtet gegen die päpstlichen Ansprüche. Schriftlich festgehalten wurden diese Forderungen in den Basler Dekreten 1439; eine Umsetzung erfolgte jedoch nicht.
Durch die Reformation erlebte die katholische Kirche eine tiefe Zäsur. Vom Trienter Konzil (1545–1563) wurde die leitende Stellung des Papstes ausdrücklich anerkannt und ihm gleichzeitig die Möglichkeit zur intensiven Einflussnahme auf das Leben der Gesamtkirche übertragen. Zunächst als unterstützende Hilfestellung willkommen, stieß die päpstliche Vormachtstellung im Laufe der Gegenreformation auf Widerstand und wurde erneut in Frage gestellt. Die Forderung nach einer geänderten Verfassung der Kirche wurde laut. Diese sollte – ähnlich der Verfassung des Reiches – aus monarchischen und aristokratischen Elementen bestehen, das heißt auf die Kirche übertragen aus päpstlichen und bischöflichen Rechten und Pflichten.

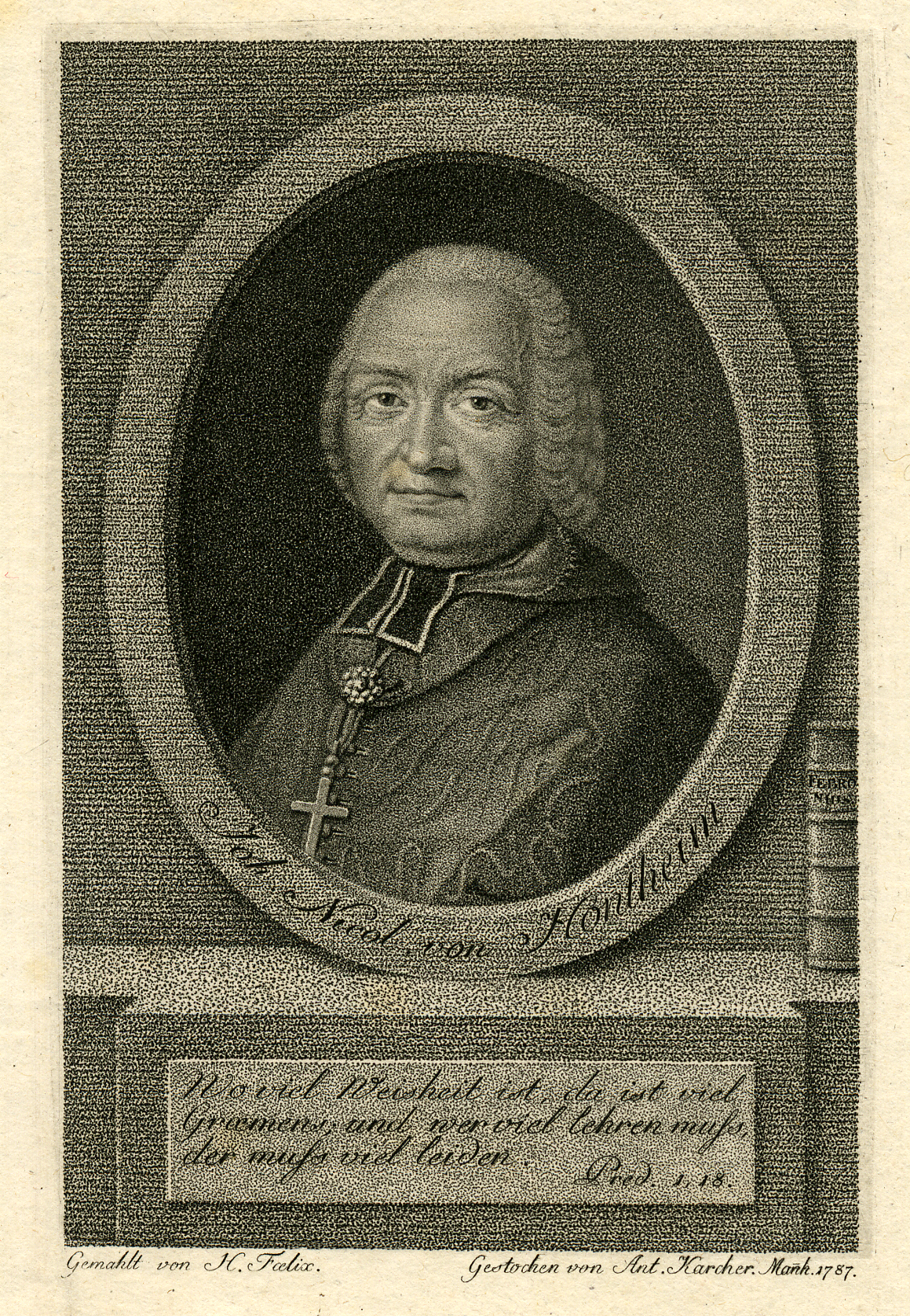
Johann Nikolaus von Hontheim forderte eine Reduzierung päpstlicher Macht, Punktierstich von 1787

Stellte der Episkopalismus machtpolitisch keine große Gefahr für das Papsttum dar, so doch theologisch. Mit der Veröffentlichung des Buches De statu ecclesiae et legitima potestate Romani Pontificis liber singularis ad reuniendos dissidenes in religione christianos compositus (1763), verfasst vom Weihbischof zu Trier, Johann Nikolaus von Hontheim, erreichte der reichskirchliche Episkopalismus seinen Höhepunkt. Er wird ab dieser Zeit auch als Febronianismus bezeichnet, zurückgeführt auf das Pseudonym des Trierer Weihbischofs Justinus Febronius. Sein Werk wurde bald nach Erscheinen vom Papst verboten. Hontheim alias Febronius befürwortete eine Reduzierung der päpstlichen Macht zugunsten einer Stärkung der fürstbischöflichen Gewalt im Interesse einer Kirchenreform sowie der geistlichen Staaten. Er trat für eine stark eingeschränkte Leitungsgewalt des Papstes ein und forderte stattdessen die Einsetzung eines Generalkonzils, bestehend aus einer Vielzahl von autonomen Nationalkirchen, als höchstes kirchliches Organ. Gleichzeitig befürwortete er die Unabhängigkeit und Koexistenz von Staat und Kirche im Hinblick auf das gemeinsame Ziel, das er in dem Heil der Seelen und dem Schutz der Religion sah. Dabei orientierte er sich an der mittelalterlichen Ordnung von Imperium und Sacerdotium.
Ein reichskirchenrechtliches und kirchenpolitisches Beschwerdeprogramm wurde 1769 in Koblenz im Auftrag der drei geistlichen Kurfürsten aufgestellt, die Koblenzer Gravamina. Ebenfalls schriftliche Umsetzung fand der reichskirchliche Episkopalismus in der Emser Punktation der vier deutschen Erzbischöfe aus dem Jahr 1786.
Letztlich scheiterte der reichskirchliche Episkopalismus an der Uneinigkeit der deutschen Kirchenfürsten, am Widerstand der Kurie, an der mangelnden Unterstützung des Kaisers, der seine zugesagte Unterstützung wegen eigener staatskirchlicher Pläne versagte, und nicht zuletzt an dem durch die Französische Revolution verursachten gesellschaftlichen Umbruch.
Es ist in der Forschung strittig, ob der reichskirchliche Episkopalismus das Staatskirchentum stärken wollte oder diesem ursprünglich konträr entgegenstand und später von jansenistischem und aufklärerischem Gedankengut beeinflusst wurde. Eindeutig ist jedoch, dass sowohl der Episkopalismus als auch das Staatskirchentum und der damit einhergehende Josephinismus die gleichen Ziele verfolgten, nämlich die Vormachtstellung des Papstes zugunsten einer Stärkung des Fürsten und des Reiches zurückzudrängen. Dabei ging es den geistlichen Fürsten vor allem um die Sicherung reichskirchlicher Rechte und Freiheiten und um eine differenziertere Abgrenzung päpstlicher und bischöflicher Rechte im Hinblick auf die Doppelfunktion der geistlichen Fürsten, die gleichzeitig als weltliche Landesherren fungierten.

## Staatliche und kirchliche Reformen

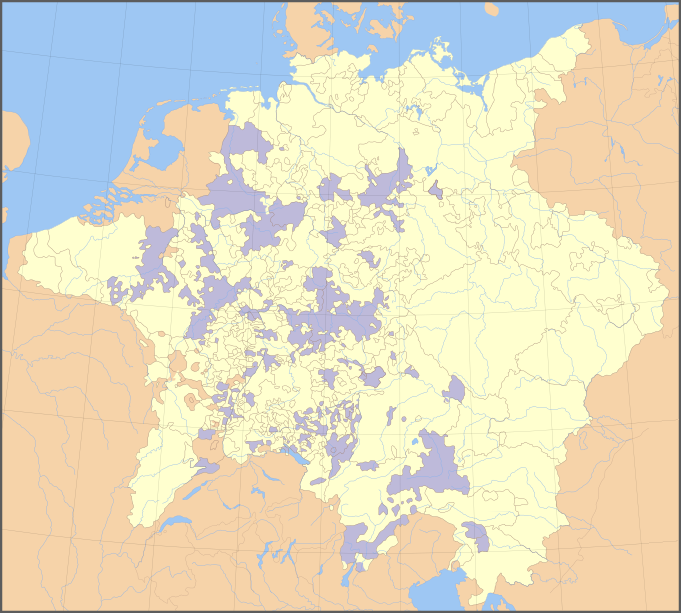
Das Heilige Römische Reich am Ende des Dreißigjährigen Krieges 1648. Die unter geistlicher Herrschaft stehenden Gebiete sind violett gefärbt

In den geistlichen Staaten wurden in der zweiten Hälfte des 18. Jahrhunderts Reformen in Justiz, Wirtschaft, Verwaltung sowie in Bildung und Wissenschaft auf den Weg gebracht. Im Reich vollzog sich ein Wandel, dem sich die geistlichen Fürstentümer nicht länger verschließen konnten. Durch Reformen reagierte man auf die neuen Ansprüche der Zeit. Besonders betroffen waren die kirchlichen Institutionen wie Klöster und Stifte, einzelne Orden und die übergeordnete kirchliche Autorität. Neben die Förderung des Bildungswesens, die Umgestaltung katholischer Institutionen und die Neuausrichtung geistlicher gegenüber staatlicher Autorität trat ein seelsorgerischer Aspekt. Die Pfarrer sollten sich intensiver um eine bessere Versorgung ihrer Gemeinden kümmern.
Im rechtlichen Bereich wurde die Gewalt von der Kirche auf den Staat übertragen. Es kam zur Abschaffung der Folter und der dazugehörigen Kerker. Dem Nuntius, Botschafter des Papstes bei weltlichen Regierungen, wurde die juristische Macht entzogen.
Die Bildungsreform war von großer Bedeutung. Als wichtig schien es, die einfache Bevölkerung aufzuklären, aber auch die Bedingungen des Lernens für alle zu verändern. Dazu bemühte man sich besonders um den Ausbau des höheren Bildungs- und Unterrichtswesens; ebenso gab es eine Reform in den Elementarschulen, und die Ausbildung der Schullehrer sollte sich verbessern. Noch immer bestand eine enge Verbindung der Kirche und des Schulwesens, unterlag doch das niedere Schulwesen der Aufsicht der örtlichen Pfarrer. Der Schulunterricht war oftmals eine Nebentätigkeit der Küster. Dieser Mangel an qualifiziertem Lehrpersonal sollte behoben werden. Man wollte die Lehrtätigkeit den Geistlichen entziehen, damit das aufklärerische Gedankengut in den Bildungseinrichtungen Fuß fassen konnte. Es wurden Lehrerseminare geschaffen, die die Ausbildung von professionellen aufgeklärten Lehrern zum Ziel hatten. Auch wollte man den zu großen Unterschieden in einzelnen Schulen, bezüglich Unterrichtsinhalten, Anzahl der Stunden und Schüler, entgegenwirken. Insgesamt sollte das Niveau auch des Elementarunterrichts gehoben und klare Strukturen der verschiedenen Schularten geschaffen werden. Im Zentrum der Bildungsreformen standen die Grundsätze der Aufklärung. Ein neuer aufgeklärter Geist sollte Einzug in die Bildungseinrichtungen halten.

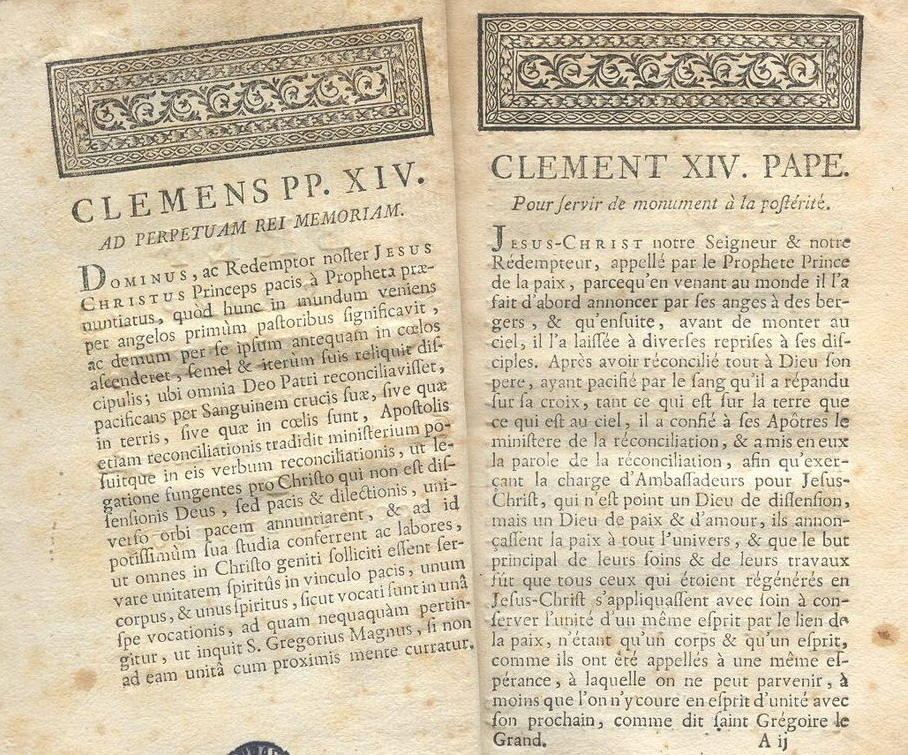
Päpstliche Urkunde zur Aufhebung des Jesuitenordens vom 21. Juli 1773

Da die vorhandenen Ausbildungsstätten, besonders die Universitäten, diesen neuen Bedürfnissen noch nicht entsprachen und oftmals zum Beispiel adelige Söhne in protestantische Gebiete geschickt wurden, wo man sich eine bessere und zeitgemäßere Ausbildung versprach, musste man schnell reagieren. Hierbei ist besonders das Jahr 1773 zu nennen, in dem der Jesuitenorden, der als nicht mehr zeitgemäß galt und zu sehr an alten Traditionen festhielt, aufgehoben wurde. Mit dem ihnen zugefallenen Jesuitenvermögen konnten die Landesherren in eine modernere, der Aufklärung angepasste Bildungspolitik investieren.
Jedoch waren die Jesuiten, die bisher die meisten Lehrkörper gestellt hatten, nicht so leicht zu ersetzen. Selbst in den neu gegründeten Universitäten musste man auf sie bei der Besetzung der Lehrstühle noch einige Zeit zurückgreifen. An den Universitäten hielten die katholischen Gelehrten trotz der Reformen noch recht lange an der lateinischen Sprache in Schrift und Wort fest, wodurch die Bildung zunächst wiederum nur einem Teil der Bevölkerung zugänglich war.
Insgesamt lassen sich die Reformen im Bildungswesen schwer bewerten. Problematisch war die oft große Diskrepanz zwischen Theorie und Praxis. Die Annahme der Neuerung hing von den damaligen Lebensumständen der Menschen ab. Auf dem Lande beharrte man auf alten, katholisch geprägten Traditionen. Durch immer noch weit verbreitete Kinderarbeit konnten die Kinder weder vor noch nach der Reform am Elementarunterricht teilnehmen, ihre Chancen blieben somit weiter begrenzt. Angehörige der wohlhabenden, gebildeten Schichten konnten und wollten die neuen Chancen nutzen.
Zunächst standen viele den Neuerungen kritisch gegenüber, da man die positiven Auswirkungen des Reformwerks noch nicht abschätzen konnte. Aus heutiger Sicht kann man sagen, dass sich die Qualität des Bildungssystems durch seine Modernisierung deutlich steigerte. Dies war ein erster wichtiger Schritt zu einem modernen Bildungssystem.
Ein weiterer grundlegender Wandel zeigte sich bei den Katholischen Gemeinschaften. Die Zahl der Klostergeistlichen wurde soweit beschränkt, wie es für die seelsorgerische Betreuung des Bereiches, für den das Kloster zuständig war, notwendig schien. Die Anzahl der Klöster wurde reduziert. Klöster ohne karitative, seelsorgerische oder pädagogische Aufgaben galten als unnütz und wurden geschlossen. Die Reduzierung der Klöster wurde in der Folgezeit auch auf andere Ordensgemeinschaften ausgeweitet. Zahlreiche katholische Bruderschaften, deren Bräuche als abergläubisch und fanatisch beurteilt wurden, wurden aufgelöst.
Viele Klöster wurden in weltliche Ritter- und Damenstifte oder Bildungsinstitute für Weltpriester umgewandelt. Nonnen mussten sich entweder der weiblichen Jugend, den Kranken, oder einem beschaulichen Leben widmen. Der Ordensklerus wurde reformiert, z. B. durch die Verordnung über die Ablegung der feierlichen Gelübde nicht vor dem 24. Lebensjahr, Bestimmungen über den Aufenthalt von Mitgliedern eines katholischen Ordens außerhalb der Klöster und die Abschaffung der Klosterkerker. Erstrebt wurde die Unabhängigkeit von bischöflicher und päpstlicher Gewalt.

## Kulturelle Aspekte (Literatur, Wissenschaft, Publizistik)

### Wissenschaft

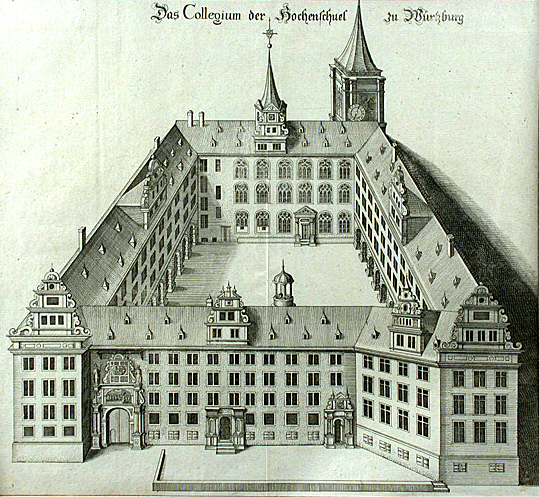
Die Alte Universität Würzburg wurde nach Aufhebung des Jesuitenkollegs im Jahr 1773 zu einem Zentrum aufgeklärter Theologie, Kupferstich von Johann Leypolt

Hochschulreformer stellten sich die Frage nach der Vereinbarkeit von Aufklärung und Religion. Im Bereich der Wissenschaften und der Universitäten begann eine Debatte über Reformen und neue Möglichkeiten der Aufklärung. In deren Verlauf kam der Wissenschaft nach und nach die frühere Vormachtstellung der Theologie zu. Die Reformer katholischer Universitäten beabsichtigten, das Niveau der Wissenschaft in katholischen Reichsgebieten nach protestantischem Vorbild anzuheben und im Sinne der nationalen „Glückseligkeit“ voranzutreiben. Die größten Erfolge wurden dabei in Würzburg erzielt. Als wesentlicher Bestandteil der wissenschaftlichen Disziplin galt es, kirchliche Traditionen in Frage zu stellen und aufklärerische Vorstellungen zu integrieren. Dies führte allerdings zu einem Konflikt mit dem Staatswesen, das auf der Existenz der Kirche als Faktor der Herrschaftssicherung basierte.
Die theologischen Fakultäten gehörten im 18. Jahrhundert weiterhin zum Kanon der Universitäten. Sie behielten wissenschaftliche Mitsprache, obgleich sie ihre vorrangige Stellung abgeben mussten. Wissenschaft sollte zu einem bedeutsamen Faktor des Staatswesens werden. Die protestantischen Vorbilder reformierter Universitäten waren zunächst Halle und Göttingen. Als leitende Wissenschaft setzte man die erneuerte Jurisprudenz (Rechtswissenschaft) neben der Kameralistik und der Medizin voraus. Die Kameralistik erachtete man für das Allgemeinwesen als außerordentlich nützlich, da sie neue Maßstäbe für die Einnahme- und Ausgabepolitik setzte und zu neuen Erkenntnissen ökonomischer und agrarischer Art führte. Neue Studienfächer wurden von den Gelehrten in Lehrbüchern dargestellt. So entstand ein literarischer Dialog der Wissenschaften.
Das neue geschlossene System von Wissenschaft wurde an protestantischen wie an katholischen Universitäten zum Leitbild. Der Fortschritt der Wissenschaft veränderte das Denken im alten Reich.

### Publizistik

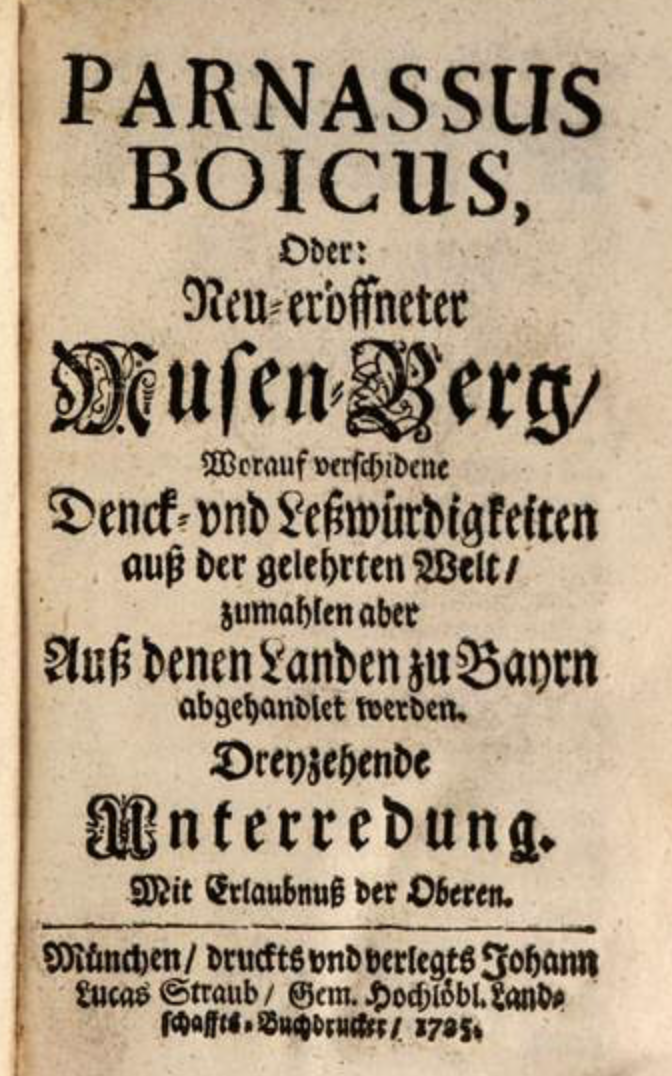
Parnassus Boicus, 1725

Bis Ende des 17. Jahrhunderts waren wissenschaftliche Publikationen üblicherweise in Latein verfasst und nur für einen kleinen, gebildeten Kreis von Lesern gedacht. Erst mit Beginn des 18. Jahrhunderts wurden die zunehmend deutschsprachigen Zeitschriften zu einem Massenphänomen und einem wesentlichen Medium der Aufklärung. Beherrscht wurde der Markt zunächst von Moralischen Wochenschriften, die in Anlehnung an englische Vorbilder bald im ganzen Reich entstanden. Daneben gewannen sogenannte Rezensionsorgane an Bedeutung. Sie gaben einen Überblick über Neuveröffentlichungen aus allen Wissensbereichen. Die halbamtlichen Intelligenzblätter dagegen waren ursprünglich zur Publikation von Dekreten und Anzeigen gedacht. Neben staatlichen Verordnungen und Gewerbeanzeigen erschienen bald auch Handelsnachrichten und praktisch-belehrende Artikel in den seit 1720 in ganz Deutschland erscheinenden Intelligenzblättern. Sie avancierten damit zu einem charakteristischen Phänomen im Aufklärungszeitalter und dienten der Obrigkeit als Instrument zur Durchsetzung landesherrlicher Rechtsnormen und wirtschaftspolitischer Vorstellungen. Darüber hinaus fungierten sie als Organ der Volksaufklärung.

#### Parnassus Boicus
Eines der ersten Aufklärungsjournale im katholischen Raum war der Parnassus Boicus. Die Publikation erschien von 1722 bis 1740 in oberdeutscher Sprache und wurde von drei Augustinermönchen herausgebracht. Ihr erklärtes Ziel war die „Einführung und Beförderung der Wissenschaften und der Künste in den bayerischen Landen“ und damit die Überwindung des barocken Weltbildes. Aus dem Herausgeberkreis des Parnassus Boicus ging 1759 die Bayerische Akademie der Wissenschaften hervor.

#### Churbaierisches Intelligenzblatt

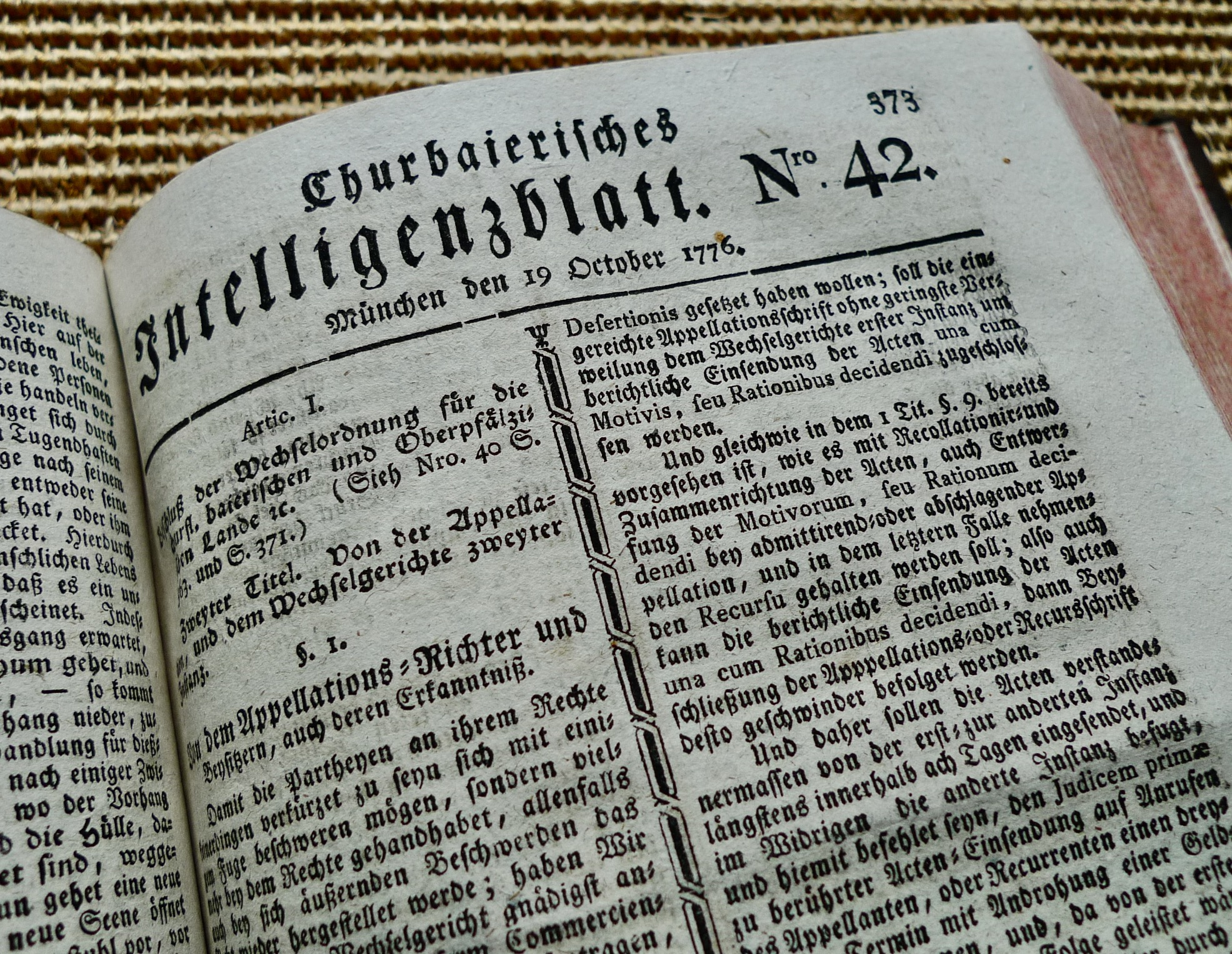
Titelseite des Churbaierischen Intelligenzblatts vom 17. Oktober 1776

In der zweiten Hälfte des 18. Jahrhunderts wurde das in München erscheinende Churbaierische Intelligenzblatt zu einem „Flagschiff der aufgeklärten Publizistik in Bayern“. Es erschien von 1765 bis 1814 unter wechselnden Titeln (etwa Churbaierisches, Münchner oder Churpfalzbaierisches Intelligenzblatt). Seine Blütezeit erlebte das Blatt zwischen 1766 und 1783 unter dem Herausgeber Franz Seraph von Kohlbrenner (1728–1783). In dieser Zeit wurde die Zeitschrift zum wichtigsten Sprachrohr der aufgeklärten Reformbewegung in Bayern und nahm an fast allen Debatten der Zeit in viel beachteter Weise teil.

#### Die fränkischen Zuschauer
Im Hochstift Bamberg erschien ab 1772 das Rezensionsorgan Die fränkischen Zuschauer. Es richtete sich dezidiert „an den größeren Teil des katholischen Deutschlands“, wie es im Vorbericht der ersten Nummer heißt. Ziel war eine periodische Schrift „zum Besten der Literatur und des guten Geschmacks“. Im Wesentlichen bot das Blatt Rezensionen zu Schriften katholischer Autoren aus den Bereichen der schönen Künste, der Philosophie und Mathematik. Daneben erschienen eigenständige Artikel. Damit erwarben sich die Herausgeber auch Anerkennung im protestantischen Norden. So lobt die Erfurtische Gelehrte Zeitung 1775, dass sich die Publikation aus Bamberg um die „Ausbreitung nützlicher Kenntnisse in den katholischen Provinzen“ verdient mache.

#### Oberdeutsche allgemeine Literaturzeitung
Eine der großen Rezensionszeitschriften der Spätaufklärung war die Oberdeutsche allgemeine Literaturzeitung. Sie erschien von 1788 bis 1808 in Salzburg und München. Ihr Ziel war eine möglichst vollständige Erfassung und Kommentierung der Publikationen im katholischen Deutschland. Dabei sahen sich die Autoren der Philosophie Kants verpflichtet und standen in lebhafter Auseinandersetzung mit dem Idealismus Schellings, Fichtes und Hegels. Die von dem katholischen Aufklärer Lorenz Hübner herausgegebene Literaturzeitung gilt als „das intellektuell bedeutsamste Organ der deutschen katholischen Aufklärung.“ Sie wurde noch bis 1812 unter dem Namen Neue Oberdeutsche allgemeine Literaturzeitung fortgesetzt.

## Regionale Ausprägungen

### Österreich

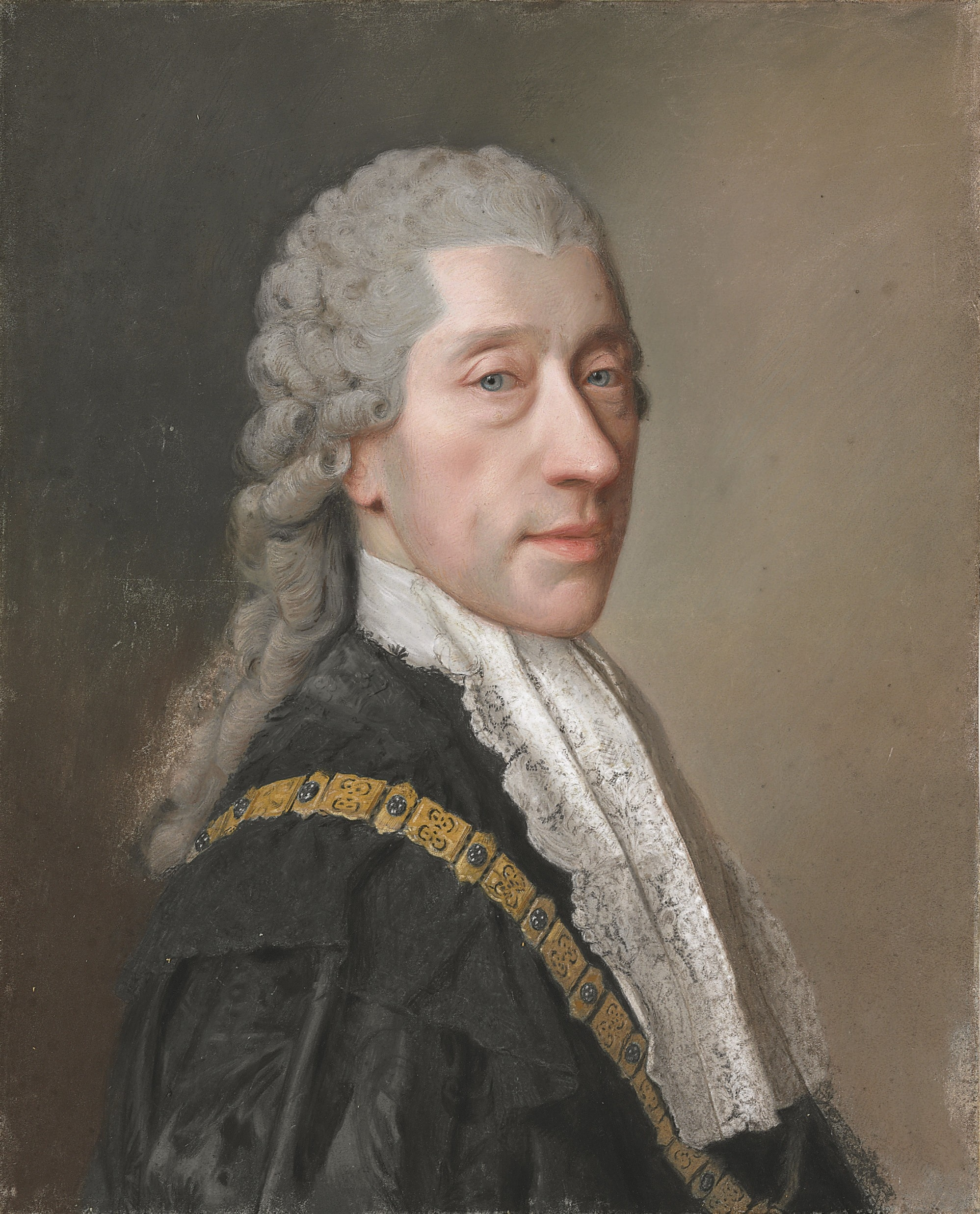
Wenzel Anton Graf Kaunitz um 1762

In der Habsburgermonarchie war Kaiserin Maria Theresia die erste Vertreterin des aufgeklärten Absolutismus. Ihr Sohn Joseph II. und einige ihrer Berater, wie Wenzel Anton Graf Kaunitz, Friedrich Wilhelm Graf von Haugwitz oder Gerard van Swieten, standen jedoch der Aufklärung noch näher. Beträchtlichen Einfluss hatte auch der Kirchenrechtler Josef Anton von Riegger. Sie vertraten die Ansicht, der Staat müsse religiöse Toleranz üben, Hexenprozesse, Folter und Todesstrafe seien abzuschaffen. Die katholische Aufklärung, die im 17. Jahrhundert in Europa aufkam, wurde im 18. Jahrhundert in Österreich praktisch wirksam und wirkte bis in das 19. Jahrhundert fort.
Die Aufklärung geht von der Vorstellung aus, alle Menschen seien gleich, sie müssten sich aber aus Abhängigkeiten lösen. In Österreich wurden die Ideen der Aufklärung weniger über die Philosophie als über Kameralistik (moderne Buchführung, charakterisiert durch die ausschließliche Aufführung von Ein- und Ausgaben), Rechtswissenschaft, Medizin und Naturwissenschaft verbreitet; sie wurden vor allem von Beamten und im höheren Bürgerstand aufgenommen. Besondere praktische Auswirkungen hatte die Aufklärung in der Rechts- und Staatslehre, deren Hauptvertreter Karl Anton von Martini und Joseph Freiherr von Sonnenfels die nachkommende Beamtengeneration in diesem Sinn prägten. Mit diesen Rechtsprinzipien wurden Reformen der Zeit Maria Theresias und Josephs II. begründet.
Joseph II. übertrug diese Ideen auf viele Bereiche des Staates: Durch den Josephinismus wurde die katholische Kirche in Österreich vollständig der Staatshoheit unterstellt und Nichtkatholiken – Lutheranern, Reformierten und Angehörigen der Griechisch-orthodoxen Kirche, kurz darauf auch den Juden in Wien – mit den Toleranzpatenten 1781/82 private Religionsausübung und bürgerliche Rechte zugestanden. Im weiteren Sinn ist der Josephinismus eine von den Reformideen des aufgeklärten Absolutismus und der katholischen Aufklärung bestimmte geistige Haltung, die besonders das österreichische Beamtentum bis weit ins 19. Jahrhundert formte und eine Wurzel des Liberalismus war.
Die Aufklärung hat mit dem Allgemeinen Bürgerlichen Gesetzbuch Österreichs bis zur Gegenwart gültige Nachwirkungen. Das gilt auch im Wesentlichen für die Nachfolgestaaten, die im Rahmen der Trianon-Konferenz-Konferenz 1919 von Österreich abgespalten wurden.
Das Erziehungswesen stellte ein Hauptanliegen der Aufklärung dar. Die Reform der Volksschule 1774 durch den Abt Johann Ignaz von Felbiger war von diesem Geist getragen und gekennzeichnet durch ein dichtes Netz von staatlichen Schulen, die Schulpflicht vom 6. bis zum 12. Lebensjahr, Klassenunterricht anstatt Einzelunterricht, Religionsunterricht, die Gründung von Lehrerseminaren sowie die Schaffung neuer Lehrpläne. Großen Einfluss hatte die Aufklärung auf die Literatur, die vornehmlich erzieherisch und lehrhaft, aber auch kritisch wirken wollte. Autoren wie Cornelius von Ayrenhoff, Aloys Blumauer und Johann Baptist von Alxinger waren in diesem Sinne tätig. Die Aufklärung formte den Staat der 2. Hälfte des 18. Jahrhunderts in vielen Bereichen, wurde aber aufgrund der Auswirkungen der Französischen Revolution in Österreich wieder zurückgedrängt.

### Schweiz
Neueste Forschungen zeigen, dass in der Alten Eidgenossenschaft in der zweiten Hälfte des 18. Jahrhunderts neben exponierten katholischen Geistlichen wie Bernhard Ludwig Göldlin auch verschiedene Konventualen des Klosters Einsiedeln vor allem unter Fürstabt Marian Müller typische Postulate der Katholischen Aufklärung positiv rezipierten, umsetzten und in theoretischen Schriften weiterentwickelten. Ihre Hauptbetätigungsfelder waren das Schulwesen, die allgemeinen Wohlfahrt, Naturwissenschaften, Geschichtswissenschaft und die Ökumene. Damit zeigt sich, dass nicht nur – wie bis anhin angenommen – die politische Elite in städtischen Zentren wie Solothurn und Luzern von den Ideen der Aufklärung berührt wurden (z. B. Joseph Anton Felix von Balthasar, Josef Rudolf Valentin Meyer von Schauensee oder Karl Müller-Friedberg), sondern auch ländliche Gegenden wie die Innerschweiz. Dass gerade diese bislang als dezidiert antiaufklärerisch galt, ist vornehmlich der ultramontanen Abwehrrhetorik des 19. Jahrhunderts geschuldet.

### Bayern

#### Regentschaft Maximilian III. Josef

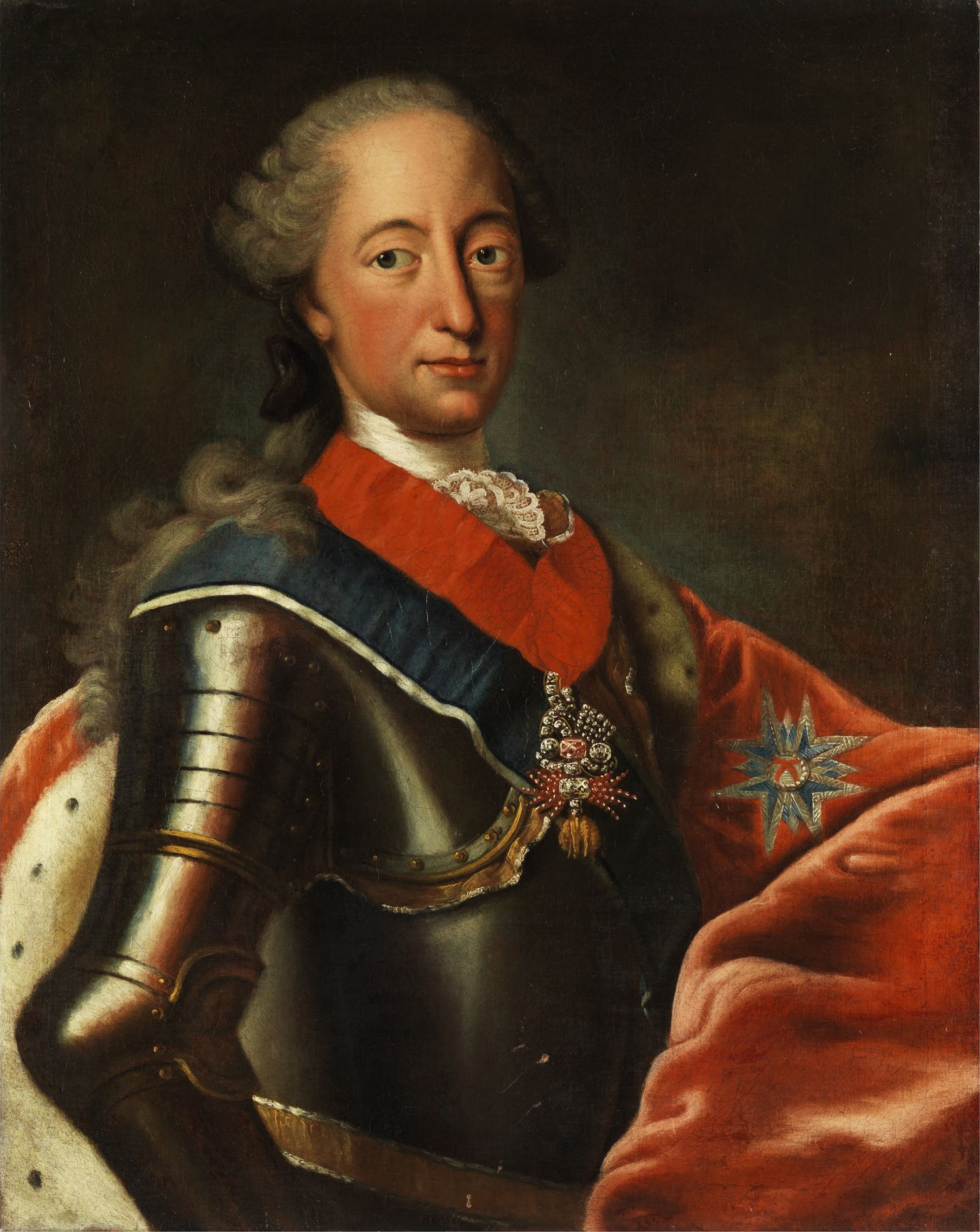
Maximilian III. Joseph als Kurfürst

In Bayern begannen Reformen im Sinne der katholischen Aufklärung mit der Herrschaft des Kurfürsten Maximilian III. Josef von 1745 bis 1777. Dieser hatte das Kurfürstentum von seinem Vater Karl Albrecht in einem äußerst schlechten Zustand geerbt, in den das Land durch den Ausgang des Österreichischen Erbfolgekriegs geraten war. Vor allem die Schulden des Staatshaushalts waren mit über 30 Millionen Gulden enorm hoch und bedurften drastischer Änderungen im kurbayerischen Staatswesen.
Im Bereich der Verwaltung mussten die schwerfälligen Behörden, die im 16. und 17. Jahrhundert entstanden waren, zentralisiert und ihre inneren Strukturen und Aufgaben sowie die Kompetenzverteilung und Zusammenarbeit zwischen ihnen geklärt werden, um die sehr viel umfangreicheren Anforderungen der merkantilistischen Zeit erfüllen zu können. In dieser Hinsicht blieben die Reformen unter Maximilian III. Josef nur Stückwerk. Die klassische Verwaltungsstruktur mit kollegial geleiteten Behörden blieb erhalten; der für Rechtswesen und Policey verantwortliche Hofrat wurde in seiner antiquierten Organisation in Instruktionen vom 2. Juni 1750 bestätigt. Das Hauptaugenmerk der Reformen lag, den wirtschaftlichen Problemen Bayerns geschuldet, auf der Hofkammer, der zentralen Wirtschafts- und Finanzbehörde. Zur Lösung der Probleme wurden verschiedene Kommissionen und Kollegien innerhalb und außerhalb der Kammer geschaffen; sie wurden selbständig oder wieder der Kammer unterstellt. Insgesamt erprobte man vieles, und das nicht immer erfolgreich; grundsätzliche Einschnitte blieben aus.
Konsequenter war man auf dem Gebiet der Rechtspflege. Im 18. Jahrhundert herrschte in allen Territorien des Reichs Rechtsunsicherheit, verursacht durch ein Nebeneinander aus Rechtsquellen römisch- und deutschrechtlicher, geschriebener und ungeschriebener Art, verstärkt durch die Vielzahl landesherrlicher Einzelbestimmungen. Der Aufgabe, eine einheitliche Zusammenfassung und Kommentierung des geltenden bayerischen Rechts zu erstellen, nahm sich der Kanzler des Kurfürsten Freiherr von Kreittmayr an. In einem Zeitraum von 20 Jahren erschienen der Codex Juris Bavarici Criminalis am 7. Oktober 1751 zum Strafrecht, der Codex Juris Bavarici Judiciarii am 14. Dezember 1753 zur Prozessordnung und Gerichtsverfassung, der Codex Maximilianeus Bavaricus Civilis am 2. Januar 1756 zum Zivilrecht sowie 1769 der Grundriss des allgemeinen deutsch- und bayerischen Staatsrechts und schlussendlich 1771 die Sammlung d. neuest- u. merkwürdigen churbayer. Generalia u. Landesverordnungen zum Verwaltungsrecht. Der aufklärerische Gehalt der Werke Kreittmayrs ist äußerst moderat. Neben damals bahnbrechenden Neuerungen, wie die Abschaffung der Constitutio Criminalis Carolina von 1532 oder die Gleichheit von Mann und Frau vor Gericht, finden sich immer noch stark der Tradition verhaftete Teile, beispielsweise Bestimmungen gegen Ketzer und Hexen sowie die Beibehaltung der Folter. Allerdings war es nie die primäre Absicht des Kanzlers, aufklärerisch tätig zu sein, vielmehr wollte er das Recht systematisch in der eigenen Sprache sammeln und behutsam den Bedürfnissen der Zeit anpassen. Zumindest für die Kirchenreform legte er die staatsrechtliche Basis.
Für die umfassende Kirchenpolitik Kurbayerns unter Max III. Josef lassen sich verschiedene Gründe und Motive nennen. In finanzieller Hinsicht war die Errichtung einer Staatskirche besonders erfolgversprechend, da über die Hälfte des bayerischen Bodens im Besitz des Klerus war und dieser traditionell über das Privileg der Steuerfreiheit verfügte. Hinzu kam, dass acht Bistümer – die Erzdiözese Salzburg inklusive das Bistum Chiemsee, der Hochstift Freising, das Bistum Regensburg, das Bistum Passau, das Erzbistum Bamberg, das Bistum Eichstätt, das Bistum Augsburg und das Bistum Konstanz – in das bayerische Territorium hineinregierten. Nachdem das Aussterben der Linie der bayerischen Wittelsbacher und damit der Verlust des dynastischen Einflusses auf die Stifte absehbar wurde, wollte man diese entweder in den Staat integrieren oder sie aus dem Territorium herausdrängen. Die Basis der Reformen von 1757 bis 1766 bildeten mehrere päpstliche Genehmigungen zur außerordentlichen Besteuerung der Kirche (die Dezimationen) und seit dem Siebenjährigen Krieg ein erneuertes Verbot des Liegenschaftserwerbs durch geistliche Institutionen, das so genannte Amortisationsgesetz. Hinzu kamen die radikaleren aufklärerischen Thesen des Direktors des Geistlichen Rats Peter von Osterwald, die unter dem Pseudonym Benno Ganser als Schrift des Veremund von Lochstein erschienen und von der Kirche indiziert wurden.
Darauf folgte eine ganze Welle von, wiederum von Peter von Osterwald inspirierten, Gesetzen und Mandaten, die so genannten Reformmandate. Der Geistliche Rat wurde neu geordnet (20. August 1768), die Belegungszahl der Klöster reguliert (1. Klostermandat 29. September 1768), Ausländer von einheimischen geistlichen Pfründen ausgeschlossen (Indigenatsmandat 20. Dezember 1768) und eine kirchenunabhängige Zensurbehörde errichtet (16. Februar 1769). Die Ehe wurde der weltlichen Gerichtsbarkeit unterworfen (Sponsolienmandat 24. Juli 1769), die Orden strengerer Kontrolle unterstellt (2. Klostermandat 2. November 1769) und von ausländischen Oberen und Provinzen getrennt (3. Klostermandat 30. Dezember 1769). Zu guter Letzt wurden volkstümliche Prozessionen und die traditionellen Oberammergauer Passionsspiele verboten (31. März 1770) sowie kirchliche Verordnungen dem Vorbehalt eines staatlichen Plazet unterstellt (placetum regium 5. April 1770).
Parallel dazu wurden die Maßnahmen gegen die bayerischen Bistümer verschärft. Weitergehende Forderungen enthielt ein anonymes Schreiben aus aufklärerischen Kreisen in München, in dem die Errichtung eigener Landesbistümer und die Säkularisierung sämtlichen Kirchenguts gefordert wurde. Dieser offene Angriff auf die Reichskirche und Reichsverfassung alarmierte die bayerischen Bischöfe. Sie versammelten sich 1770/71 in Salzburg zum Salzburger Kongress und entwarfen ein Gegenprogramm im Sinne des Episkopalismus. Angesichts der Einmütigkeit der Bischöfe musste Max III. Josef einlenken und kam zu einem Ausgleich mit dem Papst. Er schwächte die bereits umgesetzten Reformen ab, erhielt im Gegenzug erneut die Erlaubnis zur außerordentlichen Besteuerung der Kirche (Dezimation) und profitierte beträchtlich von der Auflösung des Jesuitenordens am 21. Juli 1773. Gegenüber dem starken Bündnis aus Kurie und Kurfürst zerfiel die Salzburger Konferenz, und damit der stärkste Gegner einer weiteren Territorialisierung Bayerns auf Kosten der Bistümer.

#### Regentschaft Karl Theodors

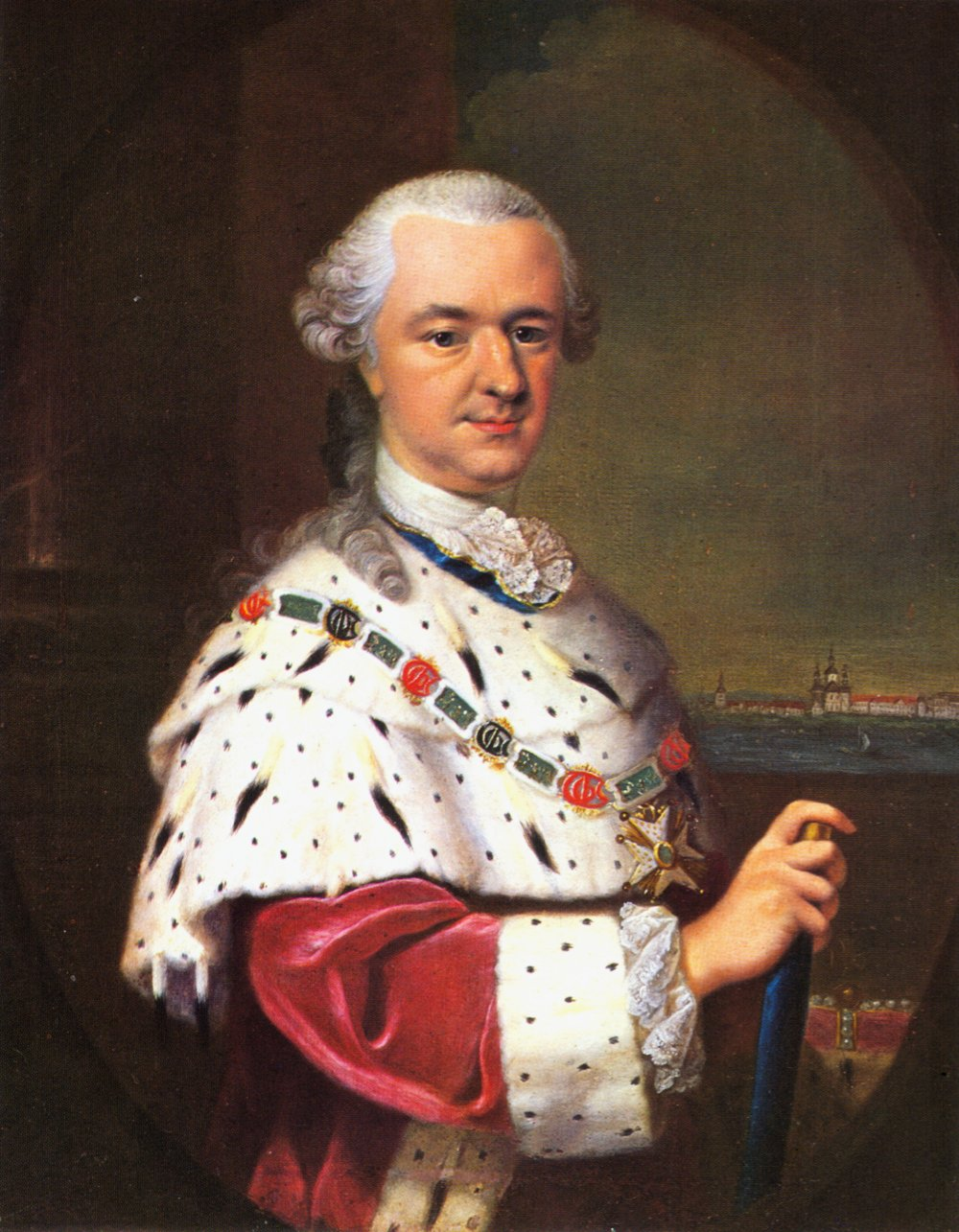
Karl Theodor von der Pfalz in kurfürstlichem Ornat mit Hubertusorden und Marschallstab (Gemälde von Johann Georg Ziesenis d. J., 1744, heute Kurpfälzisches Museum Heidelberg)

Neue Impulse erhielten die Reformen mit der Herrschaft Karl Theodors (1777–1799), einem Vertreter der pfälzischen Linie der Wittelsbacher und Kurfürst der Pfalz. Neben den immer noch bestehenden Motiven der Beschaffung neuer Finanzmittel für den Staatshaushalt und der weiteren territorialen Ausprägung Bayerns sollten die einzelnen Lande (Kurbayern, Kurpfalz, Jülich-Berg, Oberpfalz, Neuburg und Sulzbach) des Herrschers in einen Gesamtkomplex integriert werden. Letzteres scheiterte jedoch in umfassender Form am Widerstand der Stände der Einzelterritorien, partielle Zollunionen blieben als Teilerfolg. Die Stärke der Stände erklärte sich aus der finanziellen Abhängigkeit des Herrschers von ihnen, so wurde die Bauernbefreiung von 1779 sehr stark eingeschränkt und die zentrale Eichung von Gewichten und Maßen verhindert. Ihrem Machtanspruch gemäß verstanden sie sich als „Repräsentanten der gesamten bayerischen Nation“ und griffen immer stärker in die bayerische Innenpolitik, seit der französischen Revolution auch in die Außenpolitik, ein. Nach dem Waffenstillstand von Pfaffenhofen vom 7. September 1796 hatte der Einfluss der kurbayerischen Stände seinen Höhepunkt erreicht. Für das Kurfürstentum führten zwei ständische Vertreter die Friedensverhandlungen mit den Franzosen. Mit dem Rückzug der Franzosen endete diese letzte Hochphase der Stände in Bayern. Er schuf eine wichtige Grundlage für die Verfassungsbewegung der nächsten Jahre.
Im Bereich der Verwaltung gab es auch unter Karl Theodor einige Reformen. Die überforderten Oberkollegien wurden auf ihre wesentlichen Aufgabenbereiche reduziert, der Hofrat behielt lediglich die Justizangelegenheiten, die Hofkammer Zuständigkeiten für Finanzen und wenige Wirtschaftsfragen. Die restlichen Felder wurden der neuen Obersten Landesregierung übertragen, die insgesamt die Befugnisse eines Innen-, Kultus-, Arbeits-, Wirtschafts- und Landwirtschafts-Ministeriums innehatte. Karl Theodors Reformer nahmen sich auch der mittleren Verwaltungsebene an. Hier wurden die Rentämter zu reinen Kameralrentdeputationen mit einheitlicherer Struktur umgeformt; ihre Kompetenzen beschränkten sich auf den Bereich der Finanzen; Justiz und Policey wurden zentral in München bei der Oberen Landesregierung angegliedert. Der Wille zu Reformen bezog sich auch auf die unterste Ebene des Staates, da bis zu zwei Dritteln der Landgerichte in der Hand Geistlicher und Adeliger waren und das Amt des Landrichters häufig in den ansässigen Familien vererbt wurde, deren Verweser und Untergebenen korrupt und für ihre Aufgaben nicht ausgebildet waren. Einerseits wurde der weitere Ausverkauf hoheitlicher Rechte an patrimoniale Kräfte unterbunden, andererseits zielten mehrere Mandate aus den Jahren 1779 und 1781 darauf ab, den Leerlauf der Verwaltung und die Korruption der dort Tätigen zu beenden. Allerdings mussten auch diese Reformen wegen des Widerstands der Landstände zum Großteil zurückgenommen werden.
Bei der Staatskirchenpolitik gab es einen Kurswechsel, da Karl Theodor im Gegensatz zu seinem Vorgänger wieder eine kirchliche Versorgungsanstalt für seine illegitimen Kinder und die nachgeborenen Söhne des bayerischen Adels benötigte. Diese sollte durch die Errichtung einer bayerischen Zunge des Malteserordens bereitgestellt werden, wofür die Unterstützung der Kurie notwendig war. Im Vergleich zur Zeit Max’ III. Josef entstand wieder eine engere Allianz zwischen Landesherr und Rom. Sie stellte die wesentliche Linie der bayerischen Kirchenpolitik im ausgehenden 18. Jahrhundert dar. Die Ausstattung des Malteserordens sollte durch in Bayern ansässige Prälatenorden finanziert werden. Während der Planung kam die Idee auf, sämtlichen Klosterbesitz in die finanzielle Verfügung des Staates zu stellen. Dieser Plan konnte sich nicht durchsetzen; man einigte sich schließlich darauf, die Güter des aufgelösten Jesuitenordens zur Finanzierung des Malteserordens zu nutzen und im Gegenzug das höhere Schulwesen durch die Prälatenorden finanzieren zu lassen, so dass die bayerische Zunge des Malteserordens am 14. Dezember 1781 gegründet werden konnte.
Der bedeutendste Erfolg von Karl Theodors Kirchenpolitik war die Errichtung einer Nuntiatur am 7. Juni 1784 in München. Auch hier waren die guten Beziehungen zu Papst Pius VI., der dem Kurfürsten im April 1782 einen Besuch abstattete, von herausragender Bedeutung. Die Vorteile für Bayern waren groß, umso mehr als Giulio Cesare Zoglio, der erste Nuntius in München, finanziell vom bayerischen Herrscher abhängig war. Heftige Reaktionen folgten. Kaiser, Reichstag und Reichskirche entzogen der neuen Nuntiatur ihre Anerkennung, die geistlichen Reichsstände versuchten sich dagegen zu formieren. Der sich daraus entwickelnde, so genannte Nuntiaturstreit brachte zwar ein neues nationalkirchliches Reformprogramm für die Reichskirche hervor, blieb im Endeffekt aber grundsätzlich und speziell für Kurbayern ohne Folgen.
Die Kehrseite dieser Partnerschaft mit der Kurie war die Zurücknahme einiger kirchenpolitischer Reformen. Dazu gehörten die Einführung von Kirchengesang in deutscher Sprache, das wiederholte Verbot von Feiertagen und Prozessionen sowie die erneute Reorganisation des Geistigen Rates. Die Maßnahmen gegen opponierende Aufklärer, den Illuminatenorden (Verbot 22. Juni 1784) und nationalkirchliche Strömungen waren sowohl in Hinblick auf den Papst als auch im eigenen, innenpolitischen Interesse. Das Ziel, die reichskirchliche Organisation im Süden Deutschlands aufzubrechen und eigene Landesbistümer in Bayern zu errichten, konnte Karl Theodor nicht mehr erreichen, wenn auch auf den Weg bringen. Mit der neuen Nuntiatur in München konnte er sehr viel machtvoller gegen die umliegenden Bistümer vorgehen; zusätzlich wurde er durch Erlaubnisse des Papsts zur Dezimation unterstützt. So konnten in Regensburg und Freising gefügige Bischöfe eingesetzt werden. Teile des Salzburger Metropolitanverbandes wurden abgetrennt, um das Münchener Hofbistum zu gründen. Einen großen Schritt zur Säkularisierung erlebte Karl Theodor in seinem letzten Lebensjahr, als Papst Pius VI., bereits als Gefangener Napoleons auf dem Weg ins Exil, dem Kurfürsten am 7. September 1798 zur Deckung der Kriegslasten ein Siebtel des bayerischen Kirchenvermögens – nach der geschätzten Summe das so genannte Fünfzehn-Millionenprojekt – einzuziehen erlaubte.

### Geistliche Staaten
In Geistlichen Territorien hatten Fürstbischöfe sowohl die kirchliche als auch die weltliche Macht inne. Im Heiligen Römischen Reich Deutscher Nation wurden diese geistlichen Staaten im Zuge der Säkularisation 1803 aufgelöst. Kurköln und Kurmainz stellten mit Kurtrier die wichtigsten geistlichen Staaten dar. Hier war die katholische Aufklärung besonders ausgeprägt. Würzburg, Bamberg und Münster stehen für einige der vielen kleineren katholisch aufgeklärten geistlichen Staaten.

#### Kurfürstentum Köln

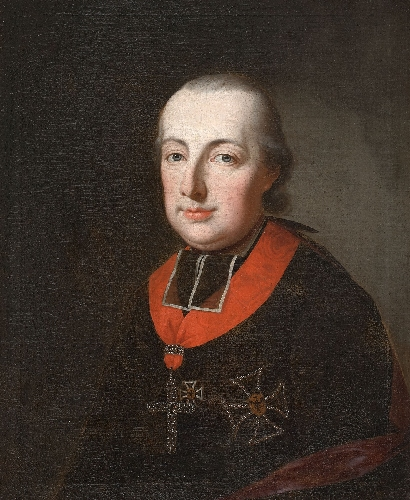
Maximilian Franz von Österreich in schwarzer Soutane mit diamantbesetztem Pektorale und dem Abzeichen des Deutschen Ordens. (Deutsche Schule, 2. Hälfte des 18. Jahrhunderts. Öl auf Leinwand.)

Im westfälischen Landesteil hatte die katholische Aufklärung bereits relativ früh unter Maximilian Friedrich Reichsgraf von Königsegg-Rothenfels eingesetzt. Dort entwickelte während seiner Regierungszeit 1761 bis 1784 sein Minister Franz von Fürstenberg beispielgebende Bildungsreformen und formierte sich der Münstersche Kreis. Im übrigen Kurfürstentum Köln, welches um 1750 aus einem rheinischen und einem westfälischen Landesteil bestand, begann die Zeit der katholischen Aufklärung erst mit dem Amtsantritt von Erzbischof Maximilian Franz von Österreich im Jahre 1784. Der Fürstbischof selbst kümmerte sich wenig um die katholische Aufklärung und die Regierung seines Kurfürstentums. Dies überließ er seinem Premierminister Caspar Anton von Belderbusch, der für die Gründung der Akademie in Bonn zuständig war, Vorläuferin der heutigen Rheinischen Friedrich-Wilhelms-Universität. Diese der Idee des aufgeklärten Katholizismus verpflichtete Akademie stand im Gegensatz zur scholastisch geprägten Kölner Universität.
Maximilian Franz von Österreich war ein Sohn der aufgeklärten Monarchin Maria Theresia von Habsburg und ihres Ehemanns Kaiser Franz I. Stephan. Sein ältester Bruder wurde später Kaiser Joseph II, auf den der sogenannte Josephinismus zurückgeht. Am 8. Mai 1785 wurde Maximilian offiziell vom Trierer Erzbischof Clemens Wenzeslaus von Sachsen zum Bischof geweiht und erhielt die Priesterweihe.
In seiner Amtszeit als Kurfürst von Köln setzte er sich stark für einen aufgeklärten geistlichen Staat ein und führte zahlreiche Reformen durch. Unter anderem verbesserte er das Schulwesen, indem er die Lehrer besser ausbilden ließ. Er versuchte, das komplizierte und nicht klar geregelte Justizwesen des geistlichen Staates zu vereinfachen, entwirren und beschleunigen. Außerdem verbot er eine weitere Aufnahme von neuen Mitgliedern in die Bettelorden, deren Lebensweise er als überholt ansah. Zudem richtete er ein Priesterseminar in der Akademie Bonn ein, da ihm die bisherige konservative Ausbildung der Priester an der Universität Köln missfiel, und er auf diese Weise die Ausbildung seiner Priester besser überwachen und beeinflussen konnte.
Gleichzeitig war er ein Anhänger des Episkopalismus, was sich deutlich an seinen Auseinandersetzungen mit dem päpstlichen Nuntius in Köln zeigte und 1786 an seiner Beteiligung am Emser Kongress gemeinsam mit den Bischöfen von Mainz, Trier und Salzburg. Auch regierte der aufgeklärte Maximilian Franz von Österreich persönlich und nahm teilweise seine kirchlichen Pflichten selbst wahr, anstatt einen Vertreter zu entsenden. So spendete er häufig selbst die Sakramente und war für einen bescheidenen Lebenswandel bekannt.
Mit seinem Tod am 26. Juli 1801 starb der letzte Kölner Kurfürst und zugleich der letzte Fürstbischof von Münster. Erst 1824 bekam er einen offiziellen geistlichen Nachfolger, den in der Aufklärung verwurzelten Erzbischof Ferdinand August von Spiegel. Dieser berief an die Universität Bonn Persönlichkeiten der katholischen Aufklärung wie z. B. die aus Münster stammenden Georg Hermes und Clemens-August von Droste zu Hülshoff.

#### Kurfürstentum Mainz

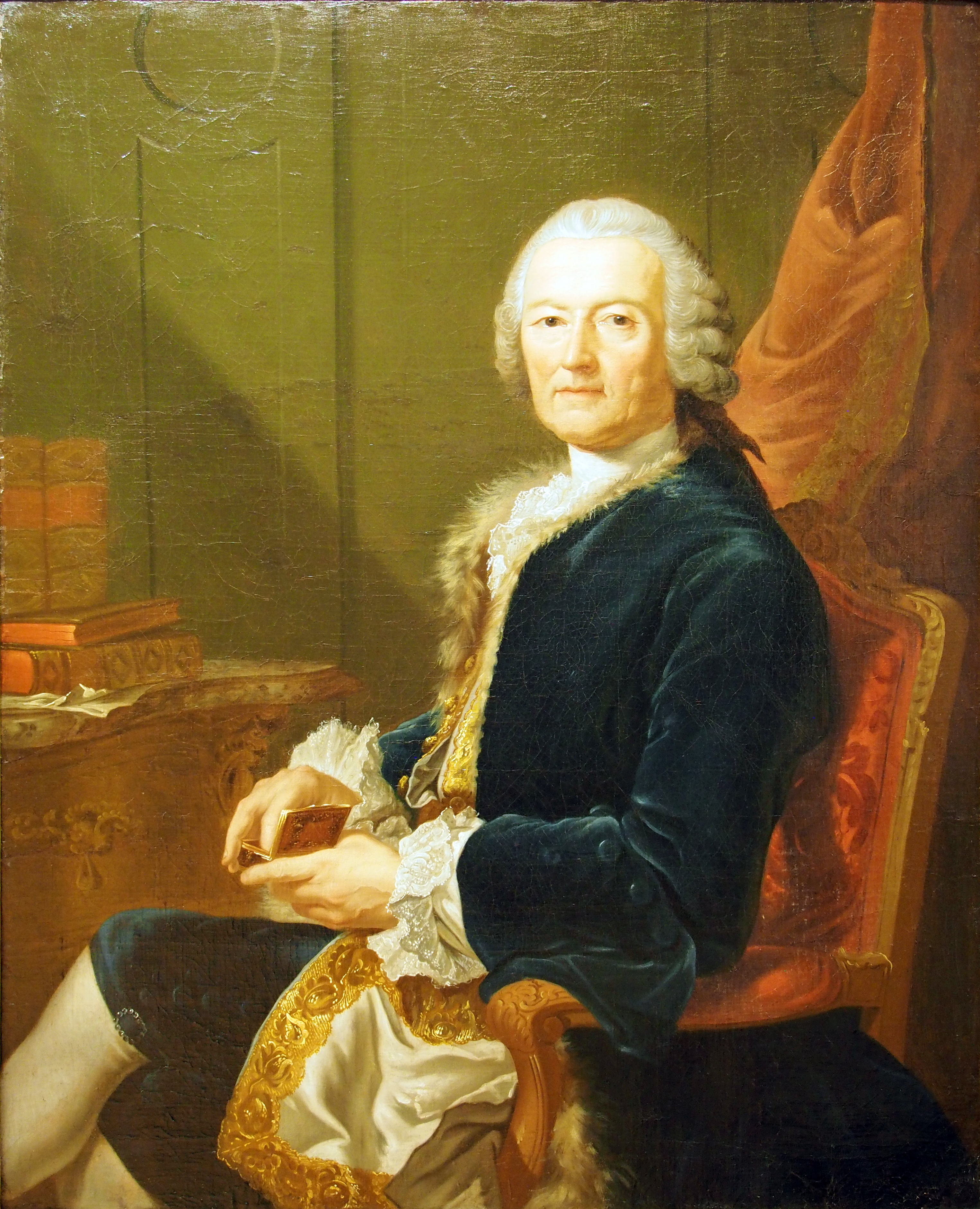
Anton Heinrich Friedrich Graf von Stadion zu Thann und Warthausen, Porträt von Johann Heinrich Tischbein dem Älteren (um 1752)

Als Johann Friedrich Karl von Ostein am 22. April 1743 zum Mainzer Erzbischof und Kurfürst von Mainz gewählt wurde, begann eine neue Ära in Kurmainz. Denn Erzbischof von Ostein ließ als erster Mainzer Bischof aufgeklärte Gedanken mit in seine Regierungspolitik einfließen. Vor allem sein erster Staatsminister Anton Heinrich Friedrich von Stadion tat sich mit aufgeklärten Reformwerken hervor. In der Regierungszeit Erzbischof von Osteins wurde das Schulwesen im Kurfürstentum Mainz reformiert, unter anderem wurde die Mädchenbildung vorangetrieben, das Kurmainzer Landrecht 1755 erneuert und die Universität weiter gefördert und ausgebaut.
Nach seinem Tod 1763 wurde Emmerich Joseph von Breidbach zu Bürresheim zum Mainzer Kurfürsten gewählt. 1768 wurde er zugleich Bischof von Worms. Er führte die Reformen seines Vorgängers fort und tat sich darüber hinaus im Ausbau einer Armenfürsorge hervor, was ihn sehr beliebt beim Volk machte. Zudem förderte er den innerkirchlichen Reformprozess, indem er Feiertage beschränkte und das Schulwesen weiterentwickelte. Er gründete eine Lehrerakademie und verbesserte damit die Ausbildung der Lehrer. Das Klosterwesen ordnete er neu. So entmachtete er den Jesuitenorden in Mainz und reformierte die Universität. Außerdem war er Anhänger des Episkopalismus und lehnte sich gegen eine zu starke Bevormundung durch den Papst auf.
Mit seinem Tod 1774 kam die katholische Aufklärung im Kurfürstentum Mainz ins Stocken. Sein Nachfolger Friedrich Karl Joseph von Erthal besetzte zunächst viele Ämter mit konservativen und auf Restauration bedachten Männern neu. Doch auch er konnte sich der Aufklärung innerhalb der geistlichen Staaten nicht verschließen und reformierte während seiner Amtszeit das Landschulwesen, ließ Gesangbücher auf Deutsch herausgeben und löste Klöster zugunsten der Mainzer Universität auf. Wie schon sein Vorgänger sprach er sich gegen die päpstlichen Nuntien aus und nahm am Emser Kongress teil.
1792 besetzten die Franzosen das Kurfürstentum Mainz, was faktisch seinen Untergang besiegelte.

#### Hochstifte Würzburg und Bamberg

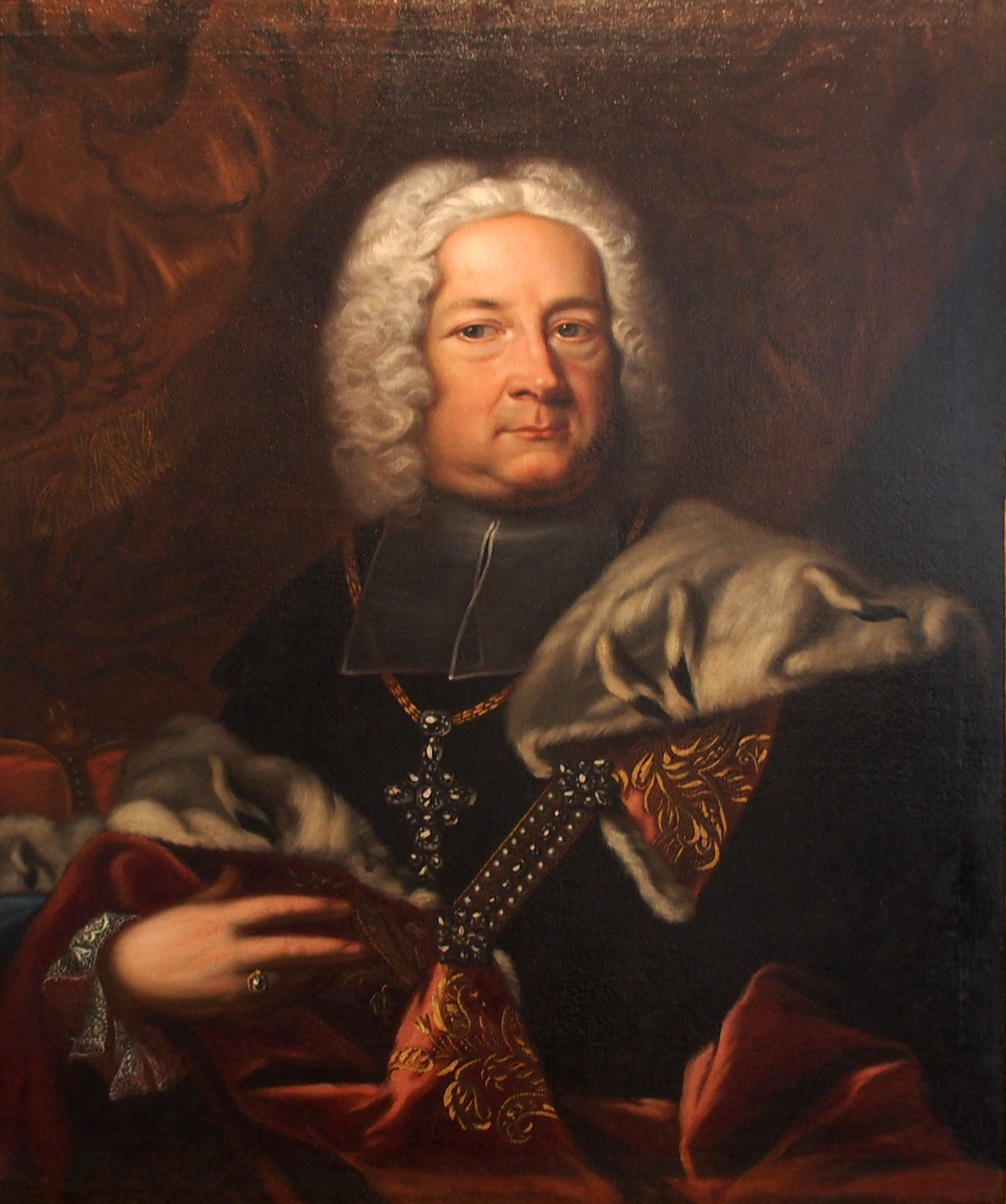
Fürstbischof Friedrich Karl Reichsgraf von Schönborn-Buchheim, um 1730

Die katholische Aufklärung begann 1729 im Hochstift Würzburg mit Bischof Friedrich Karl von Schönborn-Buchheim, der zugleich Fürstbischof von Bamberg war. Unter seiner Amtsführung wurden erste früh-aufklärerische Reformen in Verwaltung, Justiz und Wirtschaft durchgeführt. Außerdem förderte er die Erforschung der Medizin und der Naturwissenschaften an der Würzburger Universität.
Ein weiterer Vertreter der Aufklärung auf dem Bischofsstuhl von Würzburg und Bamberg war von 1755 bis 1779 Adam Friedrich von Seinsheim. Er versuchte die Wirtschaft in seinen finanziell angeschlagenen Kurfürstentümern zu reformieren und führte 1762 die allgemeine Schulpflicht ein. Auch ernannte er die bisherige Academica Ottonia in Bamberg zur Universität und förderte die musischen Künste. Sein direkter Nachfolger Franz Ludwig von Erthal verfolgte seinen aufklärerischen Kurs weiter, indem er die Priesterausbildung reformierte und die Universität weiter förderte. Franz Ludwig von Erthal lebte im Gegensatz zu seinem Vorgänger eher bescheiden. Mit seinem Tod 1795 kam der letzte Würzburger Fürstbischof Georg Karl von Fechenbach ins Amt, der 1802 als weltlicher Herrscher abdankte.

#### Hochstift Münster
Im Hochstift Münster kam es zu keiner starken Polarisierung zwischen Religion und Aufklärung. Etwa 1770 formierte sich der Münstersche Kreis im Hause der Fürstin Amalie von Gallitzin. In ihrem Salon trafen sich Männer wie der Schulreformer Bernhard Heinrich Overberg, die Brüder Droste-Vischering, Johann Georg Hamann, Graf Friedrich Leopold zu Stolberg-Stolberg und der Dichter und Jurist Anton Matthias Sprickmann, die Eltern der Dichterin Annette von Droste-Hülshoff sowie der niederländische Philosoph Frans Hemsterhuis. Sie suchten nach der Synthese ihres Glaubens mit den neuen philosophisch-pädagogischen Strömungen der Zeit und versuchten dabei traditionellen Katholizismus, aufgeklärten Weltverbesserungsgeist und frühromantische Sensibilität zu verbinden. Treibende Kraft des Kreises war Franz Freiherr von Fürstenberg (1729–1810). Er gehörte dem Domkapitel von Münster und Paderborn an und übernahm 1763 das Amt des ersten Ministers, das er nach 17 Jahren wieder abtreten musste. Zum Koadjutor wurde 1780 nicht Fürstenberg, sondern Erzherzog Maximilian Franz von Österreich gewählt, der 1784 auch Erzbischof von Köln und zugleich Fürstbischof von Münster wurde. Fürstenberg erhielt seine Entlassung als Minister, behielt aber bis 1807 das Generalvikariat und die Leitung des Schulwesens. Nach dem Siebenjährigen Krieg engagierte er sich stark für den Wiederaufbau der Stadt, schuf neue Verwaltungsstrukturen und führte eine Reform des Gesundheitswesens sowie des Bibliotheks-, Druckerei- und Verlagswesens durch. Als Mitglied des Münsterschen Kreises galt sein erstes Interesse dem Bildungswesen. 1776 wurde im Hochstift die von ihm erarbeitete Schulordnung erlassen, außerdem erschienen eine Philosophie der Erziehung sowie ein Plan für einzelne Fächer. Diese Schulordnung machte ihn in ganz Deutschland bekannt. Zudem bemühte er sich um die Ausbildung der Lehrer. Auf sein Betreiben gingen 1776 die Gründung des Priesterseminars Münster und 1780 der Universität Münster zurück.
Es kam im Bistum von etwa 1816 bis 1830 seitens des Bischofs, des Generalvikars und des örtlichen Klerus zu zahlreichen Wallfahrtsverboten und Beschränkungen von Prozessionen hinsichtlich Zahl, Dauer und Gestaltung, unterstützt und gefördert durch die preußischen Behörden. Die Geistlichen hatten an der theologischen Fakultät von Münster eine von aufgeklärter Frömmigkeit geprägte Ausbildung durchlaufen und begannen, teilweise gegen den Widerstand des Kirchenvolks, die Andachtsformen zu rationalisieren.